# Ernest Shackleton
Sir Ernest Henry Shackleton (Kilkea, Írország, 1874. február 15. – Grytviken, Déli-Georgia-sziget, 1922. január 5.) angol és ír felmenőkkel rendelkező brit felfedező, Antarktisz-kutató, az Antarktisz-kutatás aranykorának egyik kiemelkedő alakja. Négy Antarktisz-expedícióban vett részt, három alkalommal expedícióvezetőként.
Az első déli-sarkvidéki tapasztalatait mint harmadtiszt szerezte, Robert Falcon Scott Discovery-expedíciójában 1901 és 1904 között, melyről egészségügyi okok miatt idő előtt haza kellett utaznia. 1907-ben már vezetőként tért vissza a Nimrod-expedíció élén. 1909 januárjában az addigi legkisebb távolságra közelítették meg a Déli-sarkot, eljutva egészen a 88°23′ déli szélességig, ami mindössze 180 km-re van a legdélibb ponttól. Az expedíció keretében, a csapat tagjai – elsőként – megmászták a Mount Erebus vulkánt és elérték a déli mágneses pólus számított helyét. Ezen teljesítmények elismeréseként VII. Eduárd brit király lovaggá ütötte.
Miután 1911. december 14-én előbb Roald Amundsen, majd 1912. január 18-án Robert Falcon Scott elérték a Déli-sarkot, Shackleton új célt tűzött maga elé: nem csak elérni a sarkot, de a sark érintésével átkelni a teljes kontinensen. Erre a célra szervezte a birodalmi transzantarktiszi expedíciót, amely 1914. augusztus 4-én indult útnak. Az expedíció a kitűzött célt nem érte el, mivel hajójukat, az Endurance-t a Weddell-tengeren körülzárta, majd összeroppantotta a feltorlódott jég, így a csapatnak el kellett hagynia a hajót. Hónapokig éltek a sodródó jégtáblákon, majd mentőcsónakokkal eljutottak az Elefánt-szigetre, ahol Shackleton öt társával ismét csónakba szállt, hogy az 1500 kilométeres távolságban lévő Déli-Georgia szigetről segítséget hozzon. 1916 augusztusában sikerült minden embert épségben kimenteni a szigetről.
A sarkvidéken átélt viszontagságok ellenére 1921-ben újabb expedíciót szervezett, azzal a céllal, hogy körbehajózza a Déli-sarkvidéket. A Shackleton–Rowett-expedíció során, a tényleges kutatóút megkezdése előtt, Shackleton 1922. január 5-én, a Déli-Georgia szigeten, szívinfarktusban elhunyt. Felesége kérésére, itt is temették el, Grytviken település temetőjében.
Shackleton hírnevét leginkább a birodalmi transzantarktiszi expedíció hihetetlen történetének köszönheti, mely miatt őt a korabeli sajtó hősként ünnepelte. Ennek ellenére – Scott kapitánnyal ellentétben – hosszú időre feledésbe merült a neve. Később, a 20. század második felében fedezték fel újra; tevékenységét követendő példaként, modellként állítja az utókor elé a vezetéselmélet- és válságmenedzsment-tudomány.

## Gyermek- és ifjúkora (1874–1890)

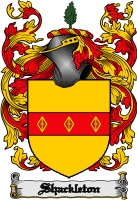
A Shackleton család címere

Shackleton 1874. február 15-én született az ír Kilkeában, egy tízgyermekes család második gyermekeként. Apja, Henry Shackleton yorkshire-i származású földbirtokos volt, akinek ősei a 18. században vándoroltak ki Írországba. Anyja, Henrietta Letitia Sophia Gavan ír származású volt. A Shackleton család jelmondata: „Fortitudine Vincimus” (angolul: „By endurance we conquer“; magyarul: „Kitartással győzni fogunk”). Shackleton ennek nyomán nevezte el később egyik expedíciós hajóját Endurance-nak. Az 1600-as évekből származó családi címer három arany kapcsot ábrázol vörös mezőben.

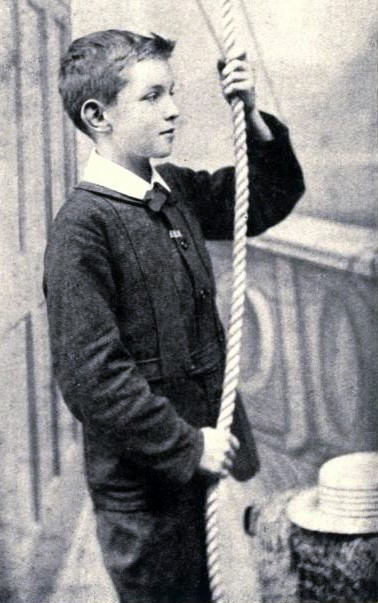
Shackleton 11 éves korában

Ernestnek nyolc lány és egy fiútestvére volt. A család erősen vallásos volt, otthon szigorú légkör uralkodott. Shackleton és testvérei csatlakoztak az antialkoholista ligához, és kocsmák előtt énekeltek dalokat az alkohol veszélyeiről. A családban Shackleton haladó szelleműnek számított, és lánytestvéreit is arra ösztönözte, hogy legyen saját hivatásuk, így felnőttkorukban szülésznőként, vámtisztként, művészként és íróként keresték a kenyerüket. Öccsét, Francist (1876–1941) 1907-ben meggyanúsították az ír koronaékszerek elrablása ügyében, azonban később felmentették a vádak alól.
Az írországi mezőgazdaság 19. század végi általános hanyatlása miatt Shackleton édesapja úgy döntött, hogy feladja a gazdálkodást, és új szakmát tanul. A család 1880-ban, Shackleton 6 éves korában Dublinba költözött, ahol az apa, Henry Shackleton a Trinity College-ben orvosi tanulmányokat folytatott. Négy év múlva, 1884 decemberében a család elhagyta Írországot, és Angliába, Sydenhambe, London elővárosába költözött, ahol az apa orvosi praxist nyitott.

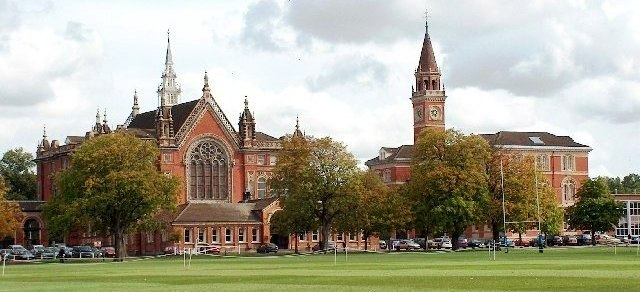
A Dulwich College napjainkban

Shackleton egészen fiatal korától kezdve lelkes olvasó volt, különösen George Alfred Henty és Jules Verne kalandregényeiért rajongott. Kedvenc könyve Charles Francis Hall sarkkutató „Life with the Esquimaux” című műve volt. A rejtett kincsek felkutatása iránti vonzalma, függetlenség iránti törekvése és magával ragadó lelkesedése végigkísérte egész életét. Tanulmányait korábban egy házitanító segítségével végezte, azonban Sydenhambe költözésük után, 10 éves korában beíratták a Fir Lodge elemi iskolába. Iskolatársai — a korához képest magas és erős testfelépítésű — Ernestet barátságos és jóindulatú diáknak tartották, aki azonban gyakran nem tudta kordában tartani indulatait, ha valaki a származására vagy ír akcentusára tett negatív megjegyzéseket.
1887 nyarán Shackletont beíratták a Dulwich College bentlakásos fiúiskolába. Nem nagyon bírta az iskolai kötöttségeket, a korának megfelelő tananyaghoz túl éretlennek találták, ezért fiatalabb osztályba került. Iskolai évei alatt ragadt rajta a Mickey becenév. Nem kedvelte sem az iskolát, sem a tananyagot, saját elmondása szerint untatták az órákon elhangzottak. A földrajzot csak „városok, fokok, öblök és szigetek listájának” tartotta. ezért elhatározta, hogy az iskolát befejezve, a tengerészet kötelékébe áll. Apja szerette volna, hogy — példáját követve — orvosi tanulmányokat folytasson, azonban látva Ernest lelkesedését, nem állta útját.

## A kereskedelmi flottánál (1890–1901)

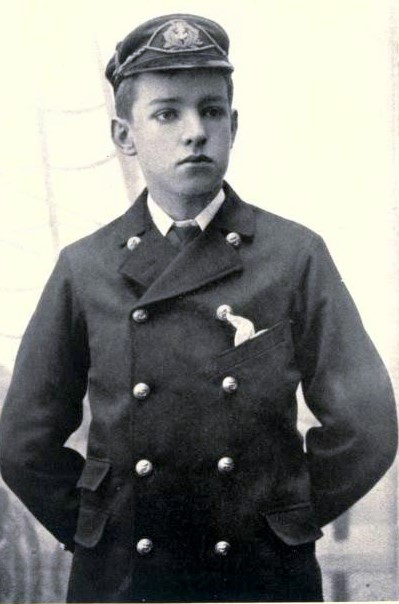
Shackleton tengerészkadétként

Mivel anyagi okokból a család nem engedhette meg, hogy a Királyi Haditengerészet gyakorlóhajóján, a Britannián folytassa tanulmányait, az ifjú Shackleton, 16 éves korában a kereskedelmi flottához került. 1890 áprilisában Liverpoolba utazott, és a Hoghton Tower nevű hajón, a North Western Shipping Company vitorlásán helyezkedett el, tengerészkadétként. A következő négy évben a gyakorlatban ismerkedett meg a tengerészet mindennapi feladataival és elméletével. Számos távoli országba eljutott, és számos, különböző származású és kulturális hátterű emberrel ismerkedett meg. Első útján egyből megtapasztalhatta a téli tengeri viharok zord körülményeit, amikor a Horn-fok megkerülésével Valparaisóba és Iquique-be hajóztak, ahol a hajót hat héten keresztül mosták, és új rakományt vettek a fedélzetre. Itt tanulta meg, hogy hogyan kell a rakományt csónakok segítségével sértetlenül eljuttatni a hajóról a partra és onnan vissza. Ennek a tudásnak a későbbi expedíciók során nagy hasznát vette. A Hoghton Towerrel összesen három tengeri úton vett részt, mielőtt 1894. október 4-én, a londoni tengerésziskolában másodtiszti vizsgát tett.
Egy iskolai barátja ajánlására Shackleton 1894 novemberében elnyerte a Monmouthshire teherszállító hajó harmadtiszti állását, amellyel távol-keleti útvonalakon hajózott. 1895. január 24-én, amikor Shackleton éppen az Indiai-óceánon hajózott, Carsten Egeberg Borchgrevink, Henryk Bull bálnavadász-expedíciója keretében, az Adare-fokon partra szállt, és azt állította, hogy ő volt az első ember, aki az antarktiszi szárazföldre lépett. Az csak a véletlen műve, hogy Shackleton – elmondása szerint – pont ebben az időszakban határozta el, hogy sarkkutató lesz.
Amikor 1896-ban a Monmouthshire-rel folytatott második útjáról hazatért, letette az elsőtiszti vizsgát, majd a Welsh Shire Line gőzhajóján, a Flintshire-en másodtisztként eltöltött időszak után Szingapúrban 1898-ban kapitányi bizonyítványt szerzett. Ezt követően az Union-Castle Line társaság alkalmazottjaként a Tantallon Castle sorhajón szolgált, amely Southampton és Fokváros között látta el a posta- és csomagszállítási feladatokat. A második búr háború 1899-es kitörését követően Shackleton a Tintagel Castle csapatszállító-hajó harmadtisztje lett, amely katonákat szállított Fokföldre. Fokvárosban ekkor találkozott Rudyard Kiplinggel, a neves íróval, akit meg kívánt nyerni első saját könyve társszerzőjének.
Hasonlóan későbbi riválisához, a királyi haditengerészet kötelékében szolgáló Robert Falcon Scotthoz, Shackleton sem érezte, hogy képes lenne kielégíteni ambícióját a kereskedelmi flottánál. Egy munkatársa később azt mondta, hogy „kísértést érzett, hogy kitörjön a napi előírások és szokások monotóniájából, egy olyan létezésből, amely végül elfojtja az egyéniségét”. Röviddel azután, hogy meghívást kapott a Királyi Földrajzi Társaságba, elkezdődött Shackleton felfedezői karrierje, nem utolsósorban azért, mert látta, hogy ez egy jó lehetőség, hogy gazdag és híres legyen. 1900 márciusában megismerkedett Cedric Longstaffal, a hadsereg fiatal hadnagyával, akinek az apja, Llewellyn W. Longstaff volt a szerveződő Nemzeti Antarktisz Expedíció (National Antarctic Expedition) egyik fő támogatója. Shackleton felhasználva Cedric-kel fennálló barátságát, meg kívánta győzni barátja apját, hogy felvegyék az expedíciós csapatba. Longstaffra olyan nagy hatással volt Shackleton lelkesedése és meggyőzőképessége, hogy utasította Sir Clement Markhamot, az expedíció pártfogóját, hogy vegye fel őt az expedíció tagjai közé. 1901. február 17-én Shackleton elnyerte a Discovery expedíciós hajó harmadtiszti beosztását. Röviddel ezután a Királyi Haditengerészet tartalékos alhadnagyává léptették elő. Miután kilépett az Union-Castle Line társaságtól, hivatalosan is befejeződött a kereskedelmi flottánál a pályafutása.

## A Discovery-expedíció (1901–1903)

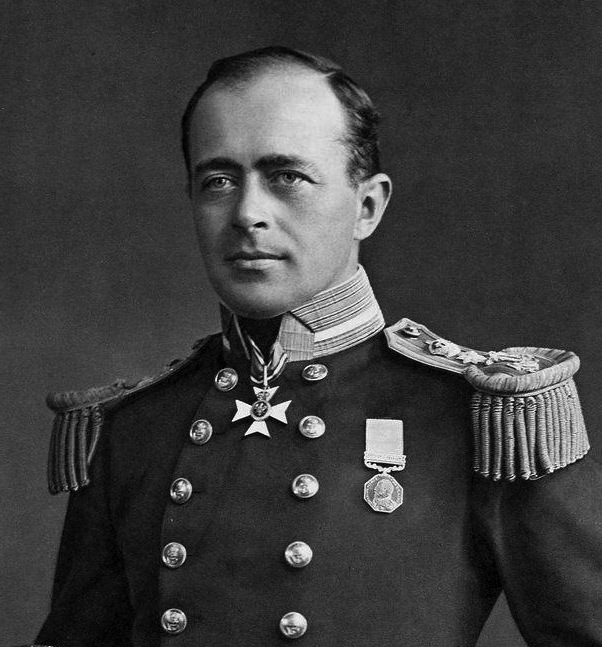
Robert Falcon Scott

A Nemzeti Antarktisz Expedíciót, ahogy a Discovery-expedíciót hivatalosan nevezték, Sir Clements Markham, a Királyi Földrajzi Társaság akkori elnöke kezdeményezésére kezdték el szervezni azzal a céllal, hogy tudományos és földrajzi kutatásokat, felfedezéseket végezzen a Déli-sarkon. A kutatóexpedíció vezetésére a Királyi Haditengerészet tisztjét, Robert Falcon Scott fregattkapitányt nevezték ki. Bár a Discovery kutatóhajó nem a haditengerészet kötelékébe tartozott, Scott a tisztektől, a legénységtől és a tudományos munkatársaktól megkövetelte, hogy a brit haditengerészetnél szokásos fegyelemhez tartsák magukat. Shackleton elfogadta ezeket a szabályokat, bár maga sokkal inkább a kevésbé formális, közvetlen vezetési módszereket támogatta. A hajón Shackleton feladatát képezte – többek között – a tengervíz vizsgálata, a gondoskodás a tiszti étkezdéről, a raktérről, a készletekről, tartalékokról, valamint a szórakoztatóprogramokról.

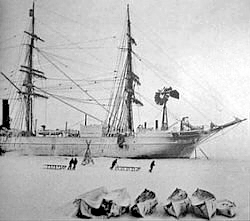
A Discovery expedíciós hajó a sarki vizeken

A Discovery 1901. augusztus 6-án futott ki Cowes kikötőjéből, és Fokváros, valamint az új-zélandi Littelton érintésével 1902 januárjában érte el Ross-selfjég határát. Miután egy kis öbölben lehorgonyoztak, Shackleton egy léghajóval felszállva elkészítette az Antarktiszról az első légifelvételeket.
A McMurdo Sound öbölnél az expedíció téli szállásokat létesített, majd Shackleton Edward Wilson és Hartley Ferrar tudósokkal szánokkal felderítő útra indult, hogy biztonságos útvonalat találjon a Ross-selfjégen keresztül a Déli-sark felé tervezett felfedezőút számára. 1902 telén, amikor a jég körbezárta a Discoveryt, Shackleton szerkesztette a The South Polar Times expedíciós magazint. A legénység egyik tagja, Clarence Hare szerint Shackleton – közvetlen természete miatt – a legkedveltebb tiszt volt a legénység körében.

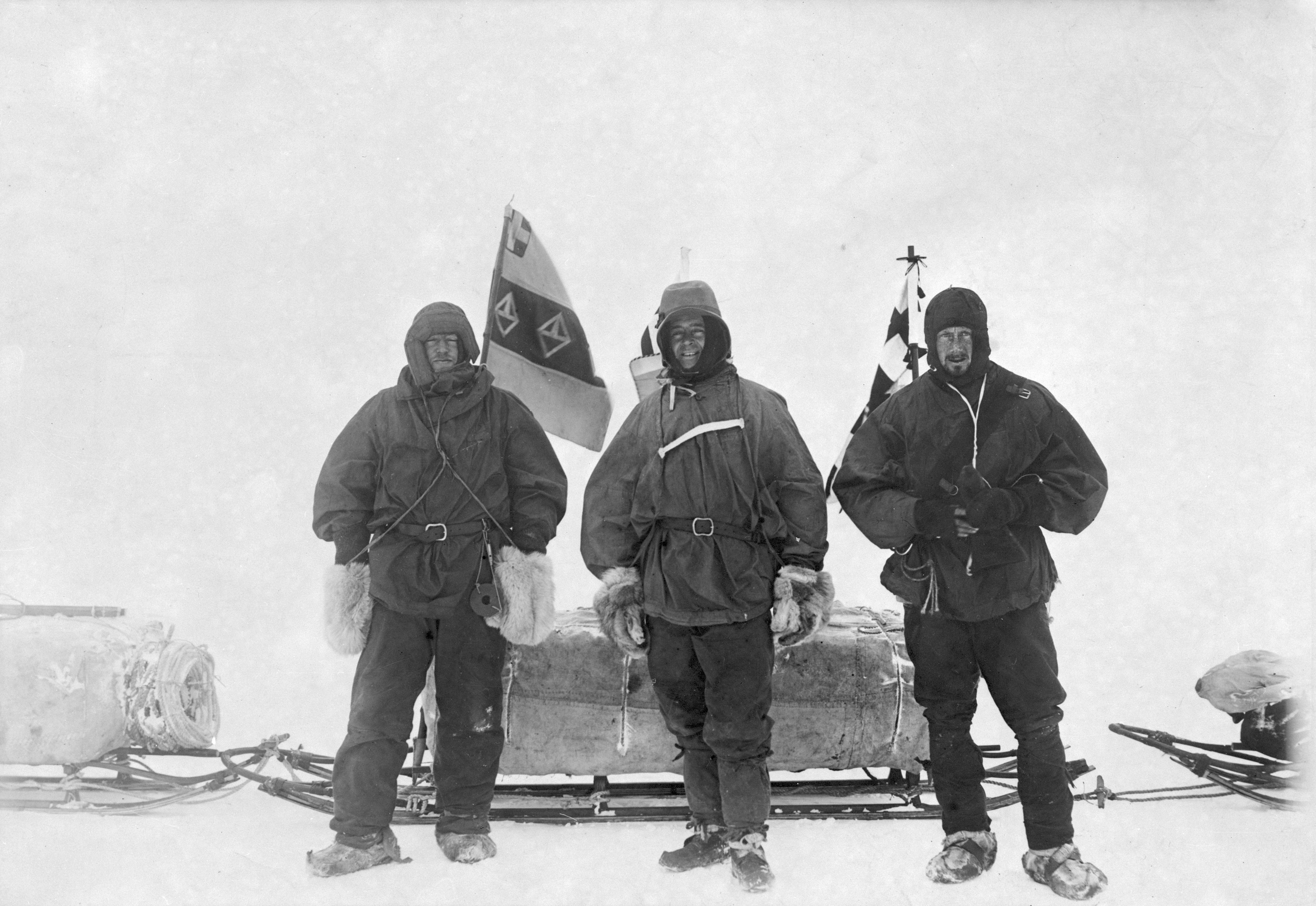
Shackleton, Scott és Wilson (balról jobbra), 1902. november 2-án

Scott Shackletont és Edward Wilsont választotta maga mellé, hogy részt vegyenek a Déli-sark irányába tervezett felfedezőúton. Ennek a kísérletnek ténylegesen nem a Déli-sark elérése volt a célja, azonban azt minél jobban meg akarták közelíteni. Az a tény, hogy Scott választása Shackletonra esett, azt mutatja, hogy nagy bizalommal volt iránta. A csapat 1902. november 2-án kelt útra. A út során, amelyet később Scott a siker és kudarc kombinációjaként értékelt, 1902. december 30-án elérték a 82°17′ déli szélességet, amellyel túlszárnyalták Borchgrevink korábbi, 1900. február 16-án felállított rekordját (78°50'), azonban innen kénytelenek voltak visszafordulni. Az előrehaladásukat komolyan akadályozta a szánhúzó kutyákkal kapcsolatos tapasztalataik hiánya és az a körülmény, hogy a kutyák a romlott élelmiszertől gyorsan megbetegedtek. Az út során végül mind a 22 kutya elpusztult. A visszaút során történtek és azok Scott és Shackleton személyes kapcsolatára gyakorolt hatása a mai napig nem tisztázottak. Kétségtelen tény, hogy mindhárom férfi ideiglenes hóvakságtól és fagyási sérülésektől szenvedett, valamint skorbutot kapott. A legrosszabb állapotban Shackleton volt. Légszomjban szenvedett, fájt a szíve, és vért köpött, az út végén nem tudott egyedül mozogni. Ennek megfelelően nem tudta kivenni a részét a munkából, a szánok húzásából. Scott későbbi beszámolója szerint Shackletont hosszú szakaszokon a szánon kellett szállítani, azonban Shackleton később visszautasította ezt az állítást.
A három férfi végül, 1903. február 3-án elérte a Hut Point-félszigeten kiépített alaptábort. Miután Dr. Reginald Koettlitz, az expedíció orvosa megvizsgálta Shackletont, Scott úgy döntött, hogy a Discovery segítségére küldött, a McMurdo Sound öbölben horgonyzó Morning nevű hajóval hazaküldi. Scott később azt írta, hogy Shackleton akkori állapotában kockázatosnak találta, hogy  további megpróbáltatásoknak tegye ki. Vannak azonban olyan feltételezések, melyek szerint a döntés igazi oka az volt, hogy Scott neheztelt Shackletonra annak népszerűsége miatt, és a pillanatnyi rossz egészségi állapota csak egy jó indok volt, hogy megszabaduljon tőle. Diana Preston, Scott életrajzírója szerint Shackleton hajlamos volt megkérdőjelezni az utasításokat és ellenállni a parancsoknak, Scott számára pedig az elsőrendű fontosságú a fegyelem volt. Mindezektől függetlenül Shackleton és Scott viszonya barátságos volt, egészen Scott The Voyage of the Discovery című könyvének 1905. évi megjelenéséig. Bár a nyilvánosság előtt kölcsönös tisztelettel és udvariassággal beszéltek egymásról, Roland Huntford, Shackleton életrajzírója szerint ezt követően Shackleton ellenszenvvel és megvetéssel viseltetett Scott iránt. A megsértett büszkesége arra sarkallta, hogy visszatérjen az Antarktiszra és túlszárnyalja Scottot.

## Visszatérés a civil életbe (1903–1907)

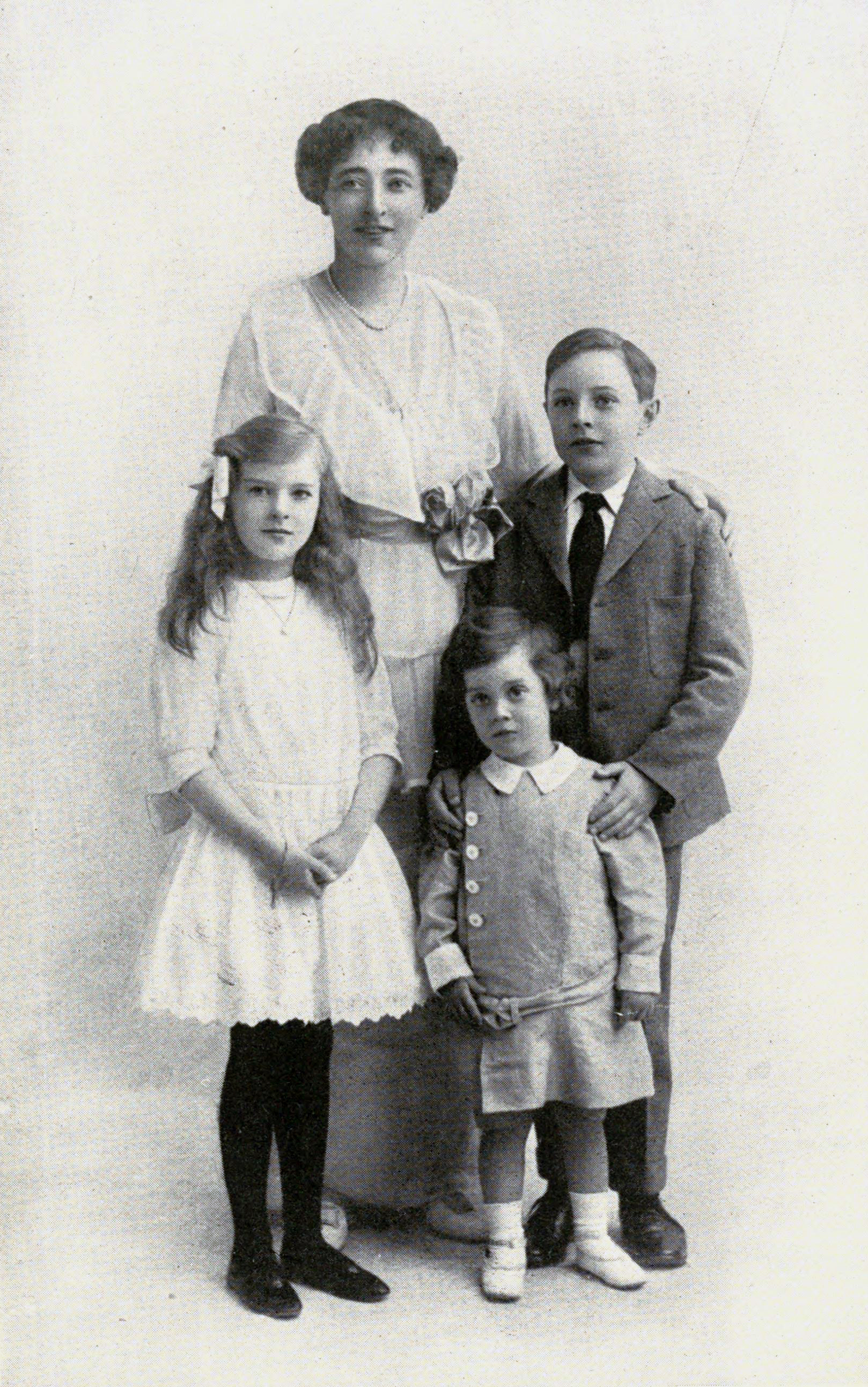
Shackleton felesége, Emily és a három gyermek, Cecily, Edward és Raymond (balról jobbra)

Shackleton 1903. március 2-án hagyta el az Antarktiszt a Morning fedélzetén. Egy Új-Zélandon töltött rövid pihenést követően, San Franciscón és New Yorkon keresztül, 1903 júniusában tért vissza Angliába. Mivel ő volt az első mérvadó személy, aki visszatért az expedícióról, nagy várakozás övezte érkezését. Az Admiralitásnak első kézből származó információkra volt szüksége a Ross-szigeten, a jég fogságában rekedt emberek kimentésének megszervezéséhez. Sir Clements Markham felkérésére ideiglenesen elvállalta a Terra Nova felszerelését és felkészítését a Discovery segítségére küldött második mentőakcióhoz, azonban visszautasította az ajánlatot, hogy a hajón, első tisztként visszatérjen az Antarktiszra. Ehelyett segédkezett az Otto Nordenskjöld által vezetett svéd Antarktisz-expedíció kimentésére küldött argentin korvett, az Uruguay felszerelésében is.
Shackleton ebben az időben jelentkezett a Királyi Haditengerészethez, azonban Markham és a Királyi Természettudományos Társaság elnöke, William Huggins támogatása ellenére nem járt sikerrel. 1903 őszén újságíróként és társszerkesztőként dolgozott a Royal Magazine folyóiratnál, azonban néhány hét után otthagyta ezt az állást. Barátja, Hugh Robert Mill támogatásával 1904. január 14-én végül elnyerte a Skót Királyi Földrajzi Társaság frissen megüresedett titkári és kincstárnoki pozícióját.
1904. április 9-én, feleségül vette Emily Dormant (1868–1936), akitől később három gyermeke született: Raymond (1905), Cecily (1906) és Edward (1911).
1906 februárjában Shackleton, aki teljesen tapasztalatlan volt az üzleti ügyekben, részvényes lett egy kétes spekulációs cégben, amely orosz csapatokat akart Vlagyivosztokból a Balti-tengerre szállítani, azonban ez a terv végül meghiúsult. Ezt követően a politikával is megpróbálkozott, azonban az 1906-os általános választáson a Liberális Unionista Párt dundee-i jelöltjeként nem nyert mandátumot az Alsóházban.
Időközben titkárként helyezkedett el a gazdag iparmágnás, William Beardmore (későbbi nevén Lord Invernairn) új gázmotorok gyártásával foglalkozó cégénél, ahol új ügyfelek felkutatása és a munkatársak szórakoztatása volt a feladata. Annak ellenére, hogy egy jól jövedelmező állást talált, Shackleton nem titkolta, hogy egy saját expedíció vezetőjeként vissza kíván térni az Antarktiszra.
Beardmore-t lenyűgözték Shackleton tervei, ezért 7000 £ (2009: 278 M Ft) támogatást ajánlott fel az expedíció céljára. A további támogatók egyelőre azonban elmaradtak, ezért Shackleton 1907 februárjában bemutatta terveit a Királyi Földrajzi Társaságnak, majd a Geographical Journal folyóiratban a nyilvánosság előtt is ismertette a részleteket.

## A Nimrod-expedíció (1907–1909)

### Előkészületek

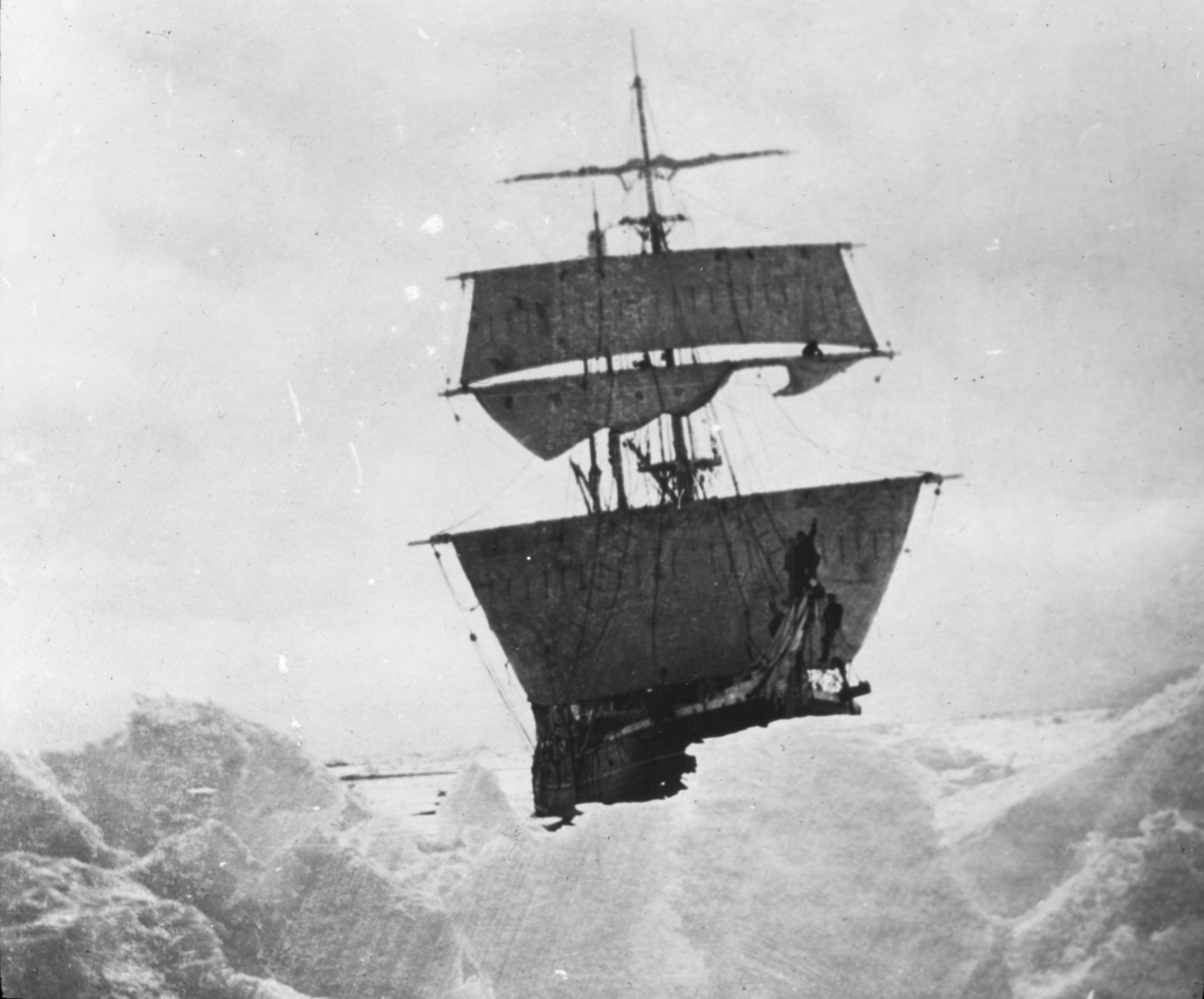
A Nimrod expedíciós hajó az összetorlódott jégtáblák között

Shackleton első saját szervezésű kutatóútját a Brit Antarktisz Expedíció hivatalos néven hirdették meg, de az expedíciós hajó után Nimrod-expedició néven került be a köztudatba. A Királyi Földrajzi Társaságnak előterjesztett és a Geographical Journal hasábjain részletezett terv szerint az expedíció célja a földrajzi Déli-sark és a déli mágneses pólus elérése volt. 
Az expedíció megszervezése során Shackleton a kezdetektől fogva komoly finanszírozási problémákkal küzdött, mivel sem a Királyi Földrajzi Társaság, sem a brit kormány nem biztosított részére anyagi támogatást. Mindent megtett annak érdekében, hogy Beardmore mellett saját baráti és ismerősi körében további támogatókat találjon. Ezek között volt a 20 éves Sir Philip Lee Brocklehurst, aki 2000 £ adományával bevásárolta magát az expedíció résztvevői közé, Campbell Mackellar és a Guinness báró, Lord Iveagh, akinek a hozzájárulása kevesebb, mint két héttel az expedíció indulása előtt vált biztossá.
Az expedíció céljára Shackleton 1907 májusában, 5000 £ összegű vételárért megvásárolta az új-fundlandi lajstromozású, 41,6 méteres, háromárbócos, gőzgéppel felszerelt fókavadász szkúnert, a Nimrodot. Az indulást megelőzően a hajót felújították és átépítették, hogy alkalmas legyen a sarkvidéki hajózásra. Ennek körében a hajóra új árbócok és új vitorlázat került, mellyel azt a korábbi szkúnerből barkentinné alakították és új, 60 lóerős gőzgéppel lett ellátva, amellyel nyolc és fél csomó (közel 16 km/h) maximális sebességet lehetett elérni. Shackleton a Nimrod kapitányává Rupert G. England tartalékos tengerésztisztet nevezte ki, aki a Discovery-expedíció során a Morning segédhajó kapitányaként szolgált.

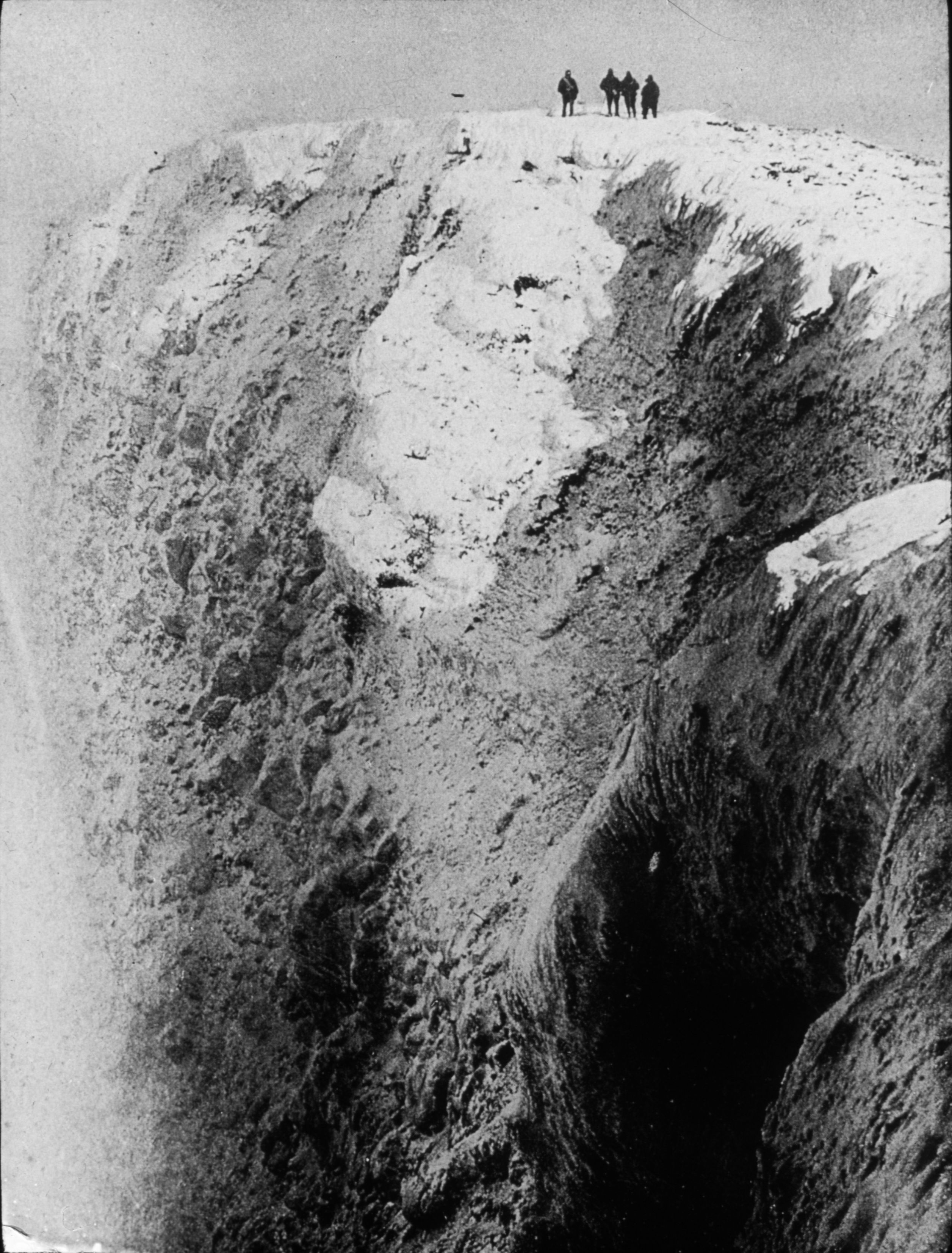
Mackay, Marshall, Adams és David (balról jobbra) 1908. március 10-én a Mount Erebus csúcsán

Shackleton eredeti terve szerint a McMurdo Soundon, a Discovery-expedíció során kialakított korábbi bázisállomást használta volna, hogy onnan kísérelje meg a Déli-sark meghódítását. Azonban néhány héttel az indulás előtt Scott megígértette korábbi beosztottjával, Shackletonnal hogy nem a McMurdo Soundon alakítja ki a bázisállomást, mivel azt egy saját későbbi Antarktisz-expedíciója számára kívánta operációs területként fenntartani. Shackleton, vonakodva bár, de beleegyezett abba, hogy a téli szállást a Bálna-öbölben vagy a VII. Eduárd-félszigeten alakítja ki.

### A Nimrod útja
A Nimrod 1907. július 30-án hajózott ki a londoni East India Dock kikötőből, azonban a királyi család kérésére – mely szerint indulás előtt látni kívánják a hajót – kikötöttek a wight-szigeti Cowes kikötőjében. 1907. augusztus 4-én VII. Eduárd király, Alexandra királyné, a walesi herceg, Victoria hercegnő és a connaught-i herceg Cowesban megszemlézte a Nimrodot. A királyné egy selyem birodalmi lobogót adott Shackletonnak, a király pedig a Királyi Viktória Rend tagja kitüntetést adományozta neki. Ezt követően a Nimrod a dél-afrikai Fokváros érintésével Új-Zélandra hajózott és 1907. november 23-án megérkezett Lyttelton kikötőjébe. A Nimrod — a készletek feltöltését követően — 1908. január 1-én hajózott ki Új-Zélandról a sarkvidék felé. Annak érdekében, hogy spóroljanak a szénnel, a hajót a Koonya gőzhajó vontatta 2655 km-en (1650 mérföldön) keresztül, egészen a déli sarkkörig. Shackletonnak sikerült meggyőznie a Koonya tulajdonosát, a Union Steamship Company-t és az új-zélandi kormányt, hogy ennek költségét átvállalják.
Scottnak tett ígérete szerint a Nimrod a Ross-selfjég keleti része felé vette az irányt, amelyet 1908. január 21-én értek el. Megérkezve azt tapasztalták, hogy a Discovery-expedíció óta a selfjég szélén egy nagy öböl keletkezett, amelyet az ott található nagy számú bálna alapján Bay of Whales (Bálna-öböl) névre kereszteltek. Az öbölben lévő instabil jégviszonyok lehetetlenné tették, hogy ott alakítsák ki a téli szállásukat. Mivel a VII. Eduárd-félszigetnél sem tudtak lehorgonyozni a sodródó jégtáblák miatt, ezért a Scott-tal kötött megállapodás ellenére végül a McMurdo Sound felé vették az irányt. Arthur Harbord másodtiszt későbbi beszámolója szerint a jégnyomás, a szénhiány és más, lehetséges ismert bázishely hiánya miatt "a józan ész" diktálta ezt a döntést. Scott ezzel szemben úgy vélte, hogy Shackleton megtévesztette és megsértette őt, és „hivatásos hazudozónak” nevezte.
A Nimrod 1908. január 29-én érte el a McMurdo Soundot, azonban a feltorlódott jégtáblák miatt nem tudtak eljutni a Discovery-expedíció során, a Hut Point-félszigeten kialakított régi bázisállomásra. A kedvezőtlen időjárás miatt jelentős késéssel Shackletonék a téli szállást végül a Cape Roydsnál építették ki, körülbelül 39 km-re északra Hut Pointtól. A zord körülmények ellenére a csapat nagyon jó hangulatban volt, köszönhetően annak, hogy Shackleton a legénység minden tagjával szót tudott érteni. Philip Brocklehurst sok évvel később mesélte, hogy Shackletonnak különleges képessége volt ahhoz, hogy az expedíció valamennyi résztvevője érezze a megbecsülést, és gondoskodott róla, hogy az emberei fontosabbnak érezzék magukat, mint amilyenek ténylegesen voltak.

### A Mount Erebus megmászása
A jégfelület visszahúzódása egyelőre lehetetlenné tette a földrajzi Déli-sark felé tervezett útvonal előkészítő munkálatainak megkezdését. Shackleton ezért úgy döntött, hogy a csapat néhány tagja kísérelje meg a bázisállomás közelében fekvő Mount Erebus vulkán megmászását. A James Clark Ross által 1841-ben felfedezett és elnevezett, 3794 méter magas aktív vulkán meghódítása sem Borchgrevink, sem Scott expedíciója során nem volt tervbe véve. 1908. március 5-én Edgeworth David, Douglas Mawson és Alistair Mackay, valamint a segédcsapatot alkotó Eric Marshall, Jameson Adams és Philip Brocklehurst elindultak a hegy megmászására. A csoport tagjai közül senkinek sem volt komoly hegymászó tapasztalata. A két csapat a különféle nehézségek ellenére egészen a főkráter határáig együtt haladt, azonban Brocklehurst fagyási sérülései miatt végül úgy döntöttek, hogy őt a kráter alatt kiépített táborban hagyják. A többiek 1908. március 10-én elérték a vulkán főkráteréből kimagasodó aktív csúcskrátert. A visszaút során a csapat tagjai a hátrahagyott szánokat összegyűjtve, lényegében lecsúsztak a hegy hóborította lejtőin. Mire egy nap múlva visszatértek az alaptáborba, Marshall szerint „közel jártak a halálhoz”.

### A déli mágneses pólus elérése

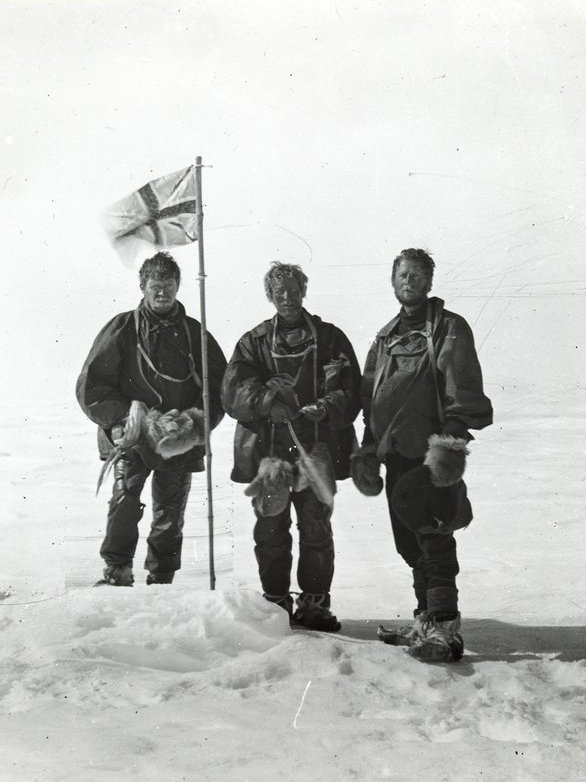
Alistair Mackay, Edgeworth David és Douglas Mawson (balról jobbra) 1909. január 17-én a déli mágneses pólusnál

Az alaptábor kiépítését követően, miközben a Déli-sark irányába induló expedíció előkészületei folytak, Shackleton megbízta Edgeworth Davidet egy Viktória-földre tervezett kutatócsoport vezetésével. Az úgynevezett északi csapat feladata a déli mágneses pólus elérése és geológiai kutatások végzése volt. A háromfős csapat, David, Douglas Mawson és Alistair Mackay 1908. október 5-én indult útnak. A kedvezőtlen időjárás és a nehéz terep miatt lassú volt a haladás. Végül 1909. január 16-án érték el a déli mágneses pólus számított helyét, a 72°15' déli szélességnél és a 155°16' keleti hosszúságnál, 2210 méteres tengerszint feletti magasságban. Egy csendes ünnepség keretében David – a terület Brit Birodalomhoz csatolásának formális szimbólumaként – kitűzte a brit birodalmi lobogót.
Kimerülten és szűkös élelmiszerkészletekkel vágtak neki az előttük álló 460 kilométeres visszaútnak. Mindössze 15 napjuk maradt, hogy odaérjenek a Nimroddal előre egyeztetett találkozási pontra. Bár az egyre növekvő fizikai gyengeség ellenére az út nagy részén tartani tudták a tervezett sebességet, azonban a rosszra forduló időjárás végül megakadályozta, hogy a megbeszélt időre a találkozóhelyre érjenek. Bár a sűrű hóesésben a Nimrod először elkerülte a csapatot, azonban két nappal később végül a hajóról észrevették őket, és a négyhavi meneteléstől elgyötört társaság végre biztonságba került.

### Kísérlet a földrajzi Déli-sark meghódítására

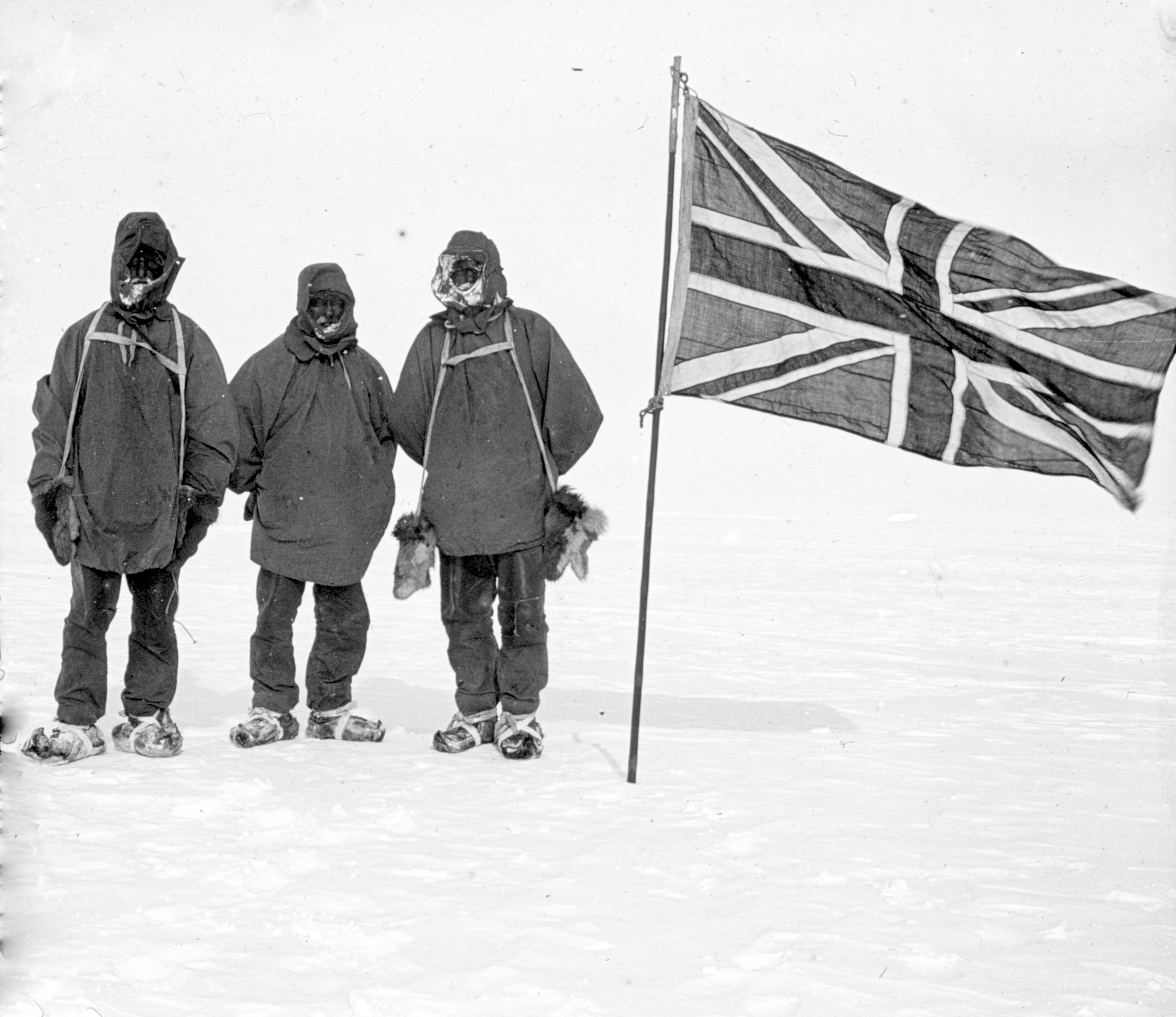
Adams, Wild és Shackleton (balról jobbra) az expedíció által elért legdélebbi ponton, 1909. január 9-én

A „Nagy déli utazás” ahogy Frank Wild a Déli-sark meghódítására tett kísérletüket nevezte, 1908. október 29-én vette kezdetét. Az eredetileg tervezett hatfős csapat helyett végül négyen, Shackleton, Wild, Jameson Adams és Eric Marshall indult el a Déli-sark felé. A teljes oda-vissza utat, mely Shackleton számításai szerint 2765 kilométer volt, 91 nap alatt akarták teljesíteni. Mivel Shackleton a szánhúzókutyákban nem bízott, a terhek szállítására pónilovakat vittek magukkal. Végül az összes pónit elveszítve, a szánokat emberi erővel húzva, egy nehézségekkel és veszélyekkel teli menetelést követően 1909. január 9-én elérték a 88°23′ déli szélességet, mellyel új rekordot állítottak fel. Korábban senki nem jutott ennyire közel a földrajzi Déli-sarkhoz. Bár már csak mindössze 180 km-re voltak a legdélibb ponttól, azonban a rossz időjárási viszonyok, a fogyóban lévő készletek, az elégtelen felszerelés és az egyre növekvő kimerültség lehetetlenné tette a továbbhaladást. A csapat kitűzte az Alexandra királynétől kapott birodalmi lobogót, és Shackleton a Sarki-fennsíkot VII. Eduárdról nevezte el. Az út során a négy férfi volt az első, aki teljes hosszában átkelt a Ross-selfjégen, felfedezték a Beardmore-gleccsert, és elsőként hatoltak be az antarktiszi Sarki-fennsík központjába.
A visszaút versenyfutás volt az idővel és az éhséggel. A megállapodás szerint a Nimrodnak 1909. március 1-én vissza kellett indulnia Új-Zélandra, melynek alapján összesen 51 nap alatt kellett megtenniük azt az utat, melyet odafelé 73 nap alatt tettek meg. A legyengült állapot, a romlott pónihús okozta betegség és a kényszerűségből felére csökkentett ételadagok ellenére a csapat sokkal gyorsabban haladt, mint az odaút során. Az időközben feltámadt hátszél, a szánokra szerelt vitorlákkal — szerencsés módon — megkönnyítette a haladást. Végül február 23-án elérték a Bluff-lerakatot, amelyet egy hónappal korábban egy Ernest Joyce vezette csapat alaposan felszerelt. Az élelmezési problémáik ezzel megoldódtak, azonban a március 1-jei határidő előtt még vissza kellett jutniuk a Hut Point alaptáborba. Az út utolsó szakaszát egy hóvihar szakította meg, amely 24 órán át keresztül lehetetlenné tette a továbbhaladást. Marshall fizikai összeomlása miatt, Shackleton úgy döntött, hogy Wilddal továbbhaladnak, hogy elérjék a Nimrodot, majd ezt követően visszatérnek Marshallért és Adamsért. A két férfi 1909. február 28-án ért vissza az alaptáborba. Mivel a hajó nem volt látóközelben, hogy felhívják magukra a figyelmet felgyújtották az egyik kísérletek céljára épített fakunyhót. Röviddel ezután a közelben horgonyzó Nimrod előtűnt a láthatáron. Shackleton egy négyfős mentőcsapattal a Nimrod fedélzetére hozta Marshallt és Adamst, majd 1909. március 4-én a Nimrod teljes gőzzel elhajózott észak felé.
Az expedíció tudományos szempontból Shackleton kétségtelenül legjelentősebb vállalkozása lett. Az expedíció során a Déli-sark korábban soha nem látott nagyságú területeit térképezték fel, elérték a déli mágneses pólus megközelítő helyét, korrigálták a Discovery-expedíció hibás térképészeti méréseit, és James Murray vezető biológus az itt végzett kutatásai alapján készítette az első átfogó tanulmányt az antarktiszi édesvízi egysejtűekről és fejletlenebb többsejtűekről. Ezen felül – nem utolsósorban – minden korábbi kísérletnél jobban megközelítették a földrajzi Déli-sarkot.
Az expedícióról hazatérve, Shackletont hősként ünnepelték az Egyesült Királyságban. Az utazás élményeit Az Antarktisz szívében  című könyvében tette közzé. Felesége később azt mesélte, hogy amikor arról kérdezte férjét, hogy mi késztette arra, hogy mindössze 180 kilométerre a Déli-sarktól visszaforduljon, Shackleton csak annyit válaszolt, hogy „Egy élő szamár mégiscsak jobb, mint egy halott oroszlán, nemde?”.

## A Nimrod-expedíció utáni évek (1909–1914)

### Shackleton, az ünnepelt hős

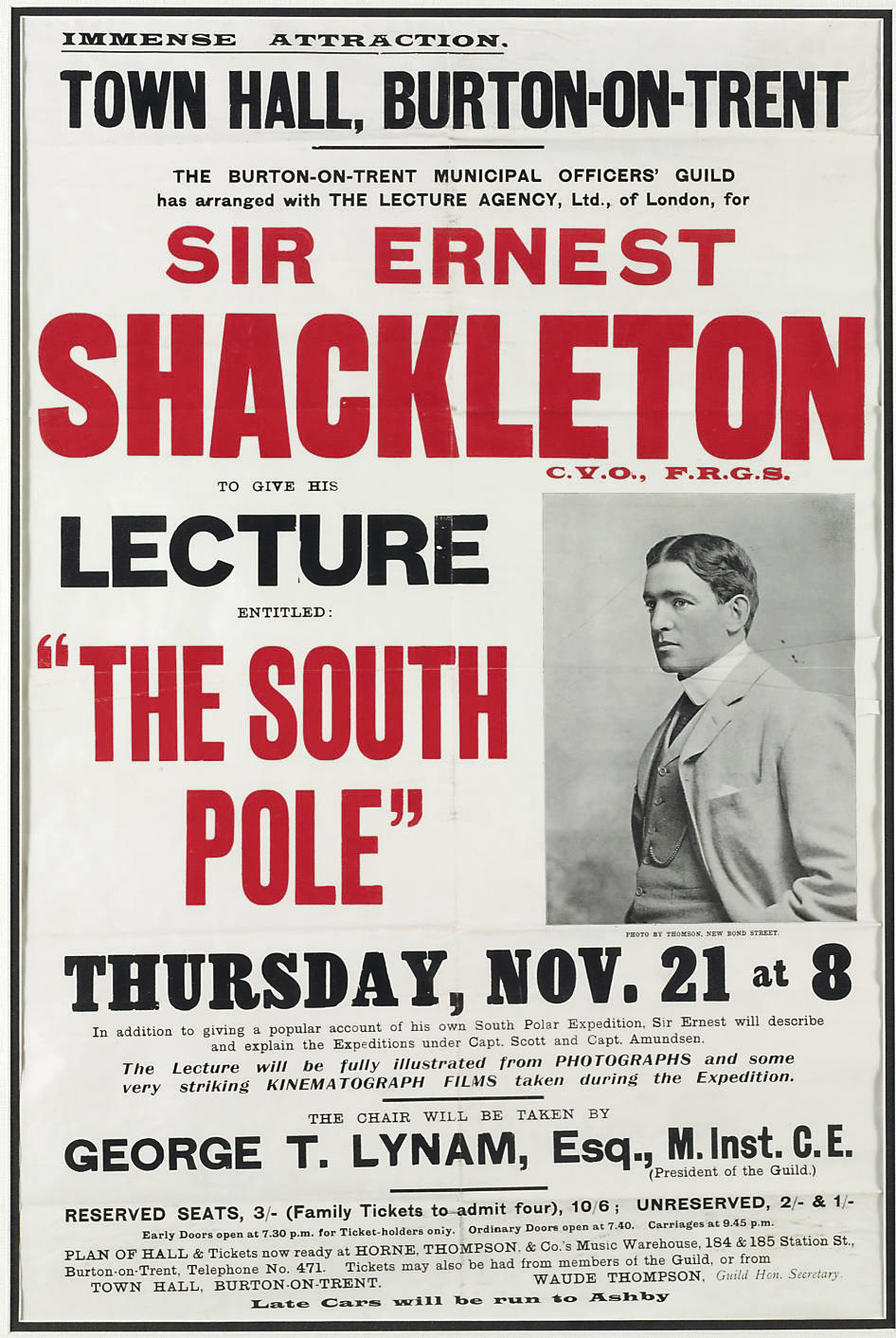
Shackleton egyik nyilvános előadásának plakátja

A Nimrod-expedícióról hazatérve Shackleton a legmagasabb kitüntetésekben részesült. VII. Eduárd angol királytól 1909. július 12-én Commander of the Royal Victorian Order címet kapott, majd ugyanebben az évben, december 14-én a király lovaggá (Knight Bachelor) ütötte. A Királyi Földrajzi Társaság a Polar Medal érdemérem arany fokozatával tüntette ki Shackletont, a Nimrod-expedíció partraszálló tagjai pedig valamennyien megkapták ezen kitüntetés ezüst fokozatát. A walesi herceg ajánlása alapján Shackleton elnyerte a Brit Tengerészeti és Tengerkutatási Társaság, a Trinity House „Younger Brother” címét, ami nagy megtiszteltetést jelent a brit tengerészek körében. Más sarkkutatók, mint például Fridtjof Nansen és Roald Amundsen is tisztelettel és elismeréssel adóztak Shackleton eredményeinek.
A hivatalos kitüntetések mellett, Shackleton eredményeit az angol közvélemény is hatalmas lelkesedéssel ünnepelte. Népszerűsége csúcsán, 1909 júliusában viaszfiguráját kiállították Madame Tussaud panoptikumában. 1909 nyarán számos, a tiszteletére rendezett ünnepségre, vacsorára, fogadásra és előadásra hívták meg. 1909 végén egy 123 állomásból álló, egész Nagy-Britanniára, Európára és Amerikára kiterjedő előadói körútra indult. Ennek során 1910 januárjában, a Magyar Földrajzi Társaság meghívására Budapesten, a Nemzeti Múzeum dísztermében is előadást tartott. Népszerűségét tovább növelte szerény viselkedése, mivel valamennyi alkalommal kihangsúlyozta az expedíció többi résztvevőjének eredményeit és befolyását igyekezett a jótékonysági ügyek szolgálatába állítani.
Ebben az időben számos személy és érdekcsoport megpróbálta saját céljai elősegítésére felhasználni Shackleton népszerűségét. Bizonyos értelemben ezt tette a korabeli ír sajtó is. A dublini kiadású Evening Telegraph címlapon hozta le, hogy „A Déli-sarkot egy írnek majdnem sikerült meghódítania”. A Dublin Express pedig szintén ír sikerként könyvelte el az expedíció eredményeit.

### Vállalkozói tevékenység és új kihívások

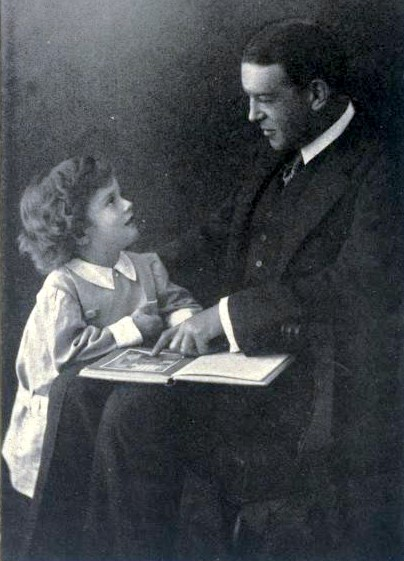
Shackleton hároméves fiával, Edwarddal (1914)

A hatalmas népszerűség ellenére Shackleton anyagilag a csőd szélére került. Az expedíció költségei meghaladták a 45 000 £ (2019: 1,73 Mrd Ft) összeget, és Shackleton nem volt abban a helyzetben, hogy visszafizesse a fennálló kölcsönöket és kezességvállalásokat. Az angol kormány egy 20 000 £ (2019: 769 M Ft) összegű támogatással végül megmentette az azonnali pénzügyi összeomlástól, és valószínű, hogy a fennmaradó tartozásait is részben átütemezték, részben pedig elengedték.

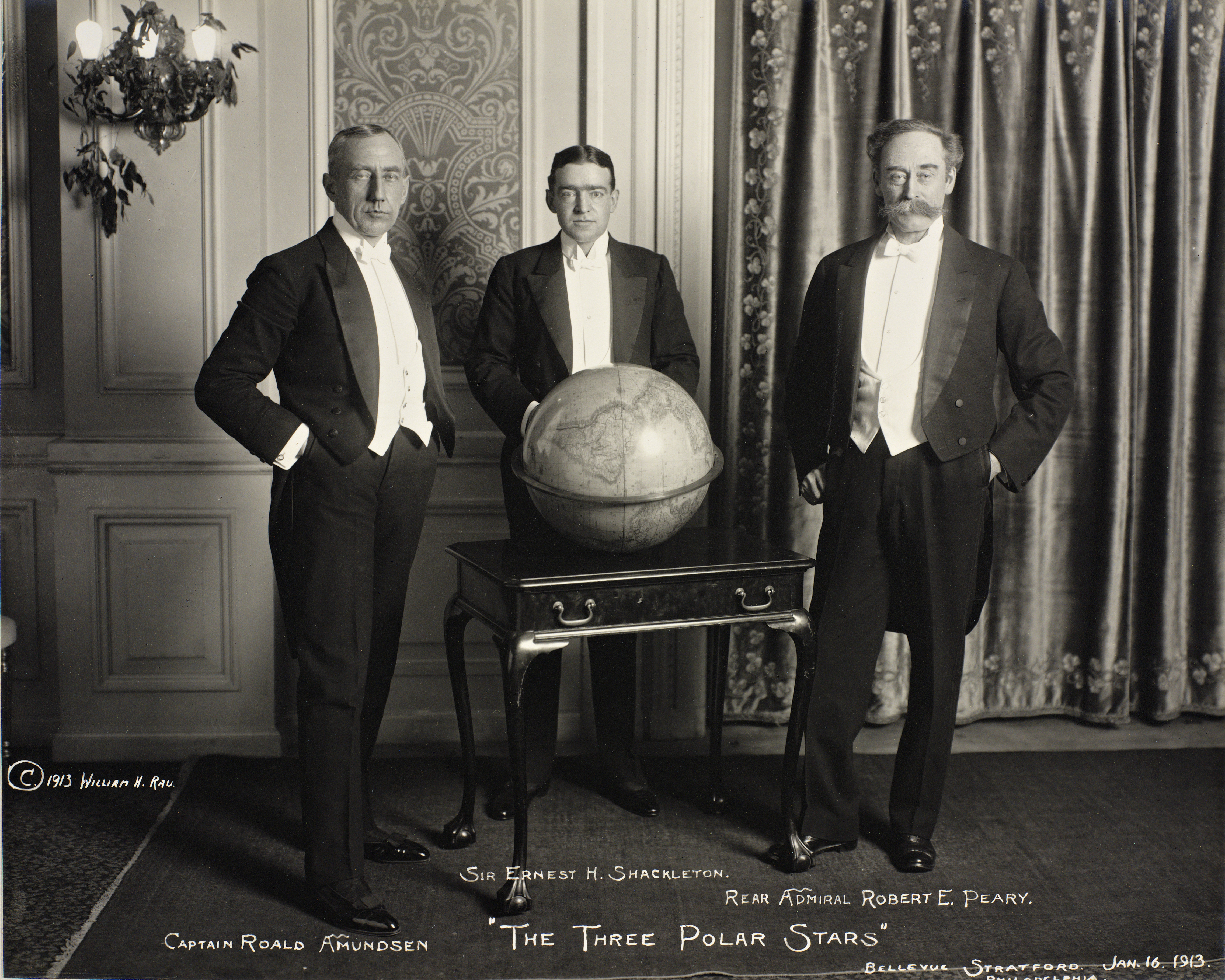
Amundsen, Shackleton és Peary (1913)

Ahogy anyagi gondjai enyhültek, ismét szerencsét próbált az üzleti életben. Többek között befektetett egy dohánygyárba, az új-zélandi kormány segítségével VII. Eduárd Király-föld bélyegzővel ellátott gyűjtői emlékbélyegeket árusított, és Magyarországon, Nagybánya közelében elnyerte egy aranybánya koncessziós jogait. Azonban ezen vállalkozások egyike sem váltotta be a hozzájuk fűzött reményeket, így Shackleton fő bevételi forrása a nyilvános előadásokból származó jövedelem volt.
1911. július 15-én megszületett második fia, Edward, a család pedig Norfolkba, Sheringham városába költözött. Ebben az időben Shackleton – különböző okokból – feladta az újabb saját szervezésű antarktiszi expedícióra vonatkozó terveit. Ezzel szemben jelentős segítséget nyújtott régi társa, Douglas Mawson által szervezett Ausztrálázsiai Antarktisz-expedíció forrásainak előteremtése érdekében szervezett adománygyűjtéshez. Ebben az időszakban a Rufus Isaacs és Robert Finlay vezette, Titanic katasztrófáját vizsgáló bizottság 1912. június 18-án — a sarki vizeken való hajózással kapcsolatos széleskörű szakmai tapasztalata miatt — meghallgatta Shackletont. A meghallgatás során kikérték véleményét a jéghegyek észlelésével és a jeges vízfelületen való hajózás sajátosságaival kapcsolatban.
Shackleton saját expedíciós céljainak megvalósítását ebben az időben leginkább Robert Falcon Scott – a Déli-sark elérését célul kitűző – Terra Nova-expedíciójának eredményeitől tette függővé, melynek expedíciós hajója 1910. július 15-én futott ki Cardiff kikötőjéből. 1912. március 9-én érkezett a hír, hogy Roald Amundsen, a Fram-expedíció keretében, 1911. december 14-én elérte a Déli-sarkot. A világ ekkor még nem tudott Scott tragédiájáról, aki 35 nappal Amundsen után szintén elérte a Déli-sarkot, azonban a visszaút során társaival együtt életét vesztette.
Shackleton figyelme ekkor egy, William Speirs Bruce, skót felfedező által kidolgozott és – pénzügyi támogatás hiányában – meghiúsult expedíció-terv felé fordult, amely a Weddell-tenger partjától indulva a Déli-sarkon át, a McMurdo Sound öbölig tartó útvonalon keresztül átszeli az egész Antarktiszt. Bruce nagy örömmel fogadta, hogy Shackleton átvette terveit. Wilhelm Filchner, német felfedező expedíciója is lényegében hasonló tervekkel indult útnak, 1911 májusában Bremenhavenből, azonban 1912 márciusában hajójukat körülzárta a feltorlódott jég, így kénytelenek voltak eredeti tervüket feladni és visszafordulni. Ez megnyitotta az utat Shackleton transzkontinentális expedíciós terve előtt, melyet „az antarktiszi utazások utolsó nagy kihívásának” nevezett.

## A birodalmi transzantarktiszi expedíció (1914–1917)

### Előkészületek

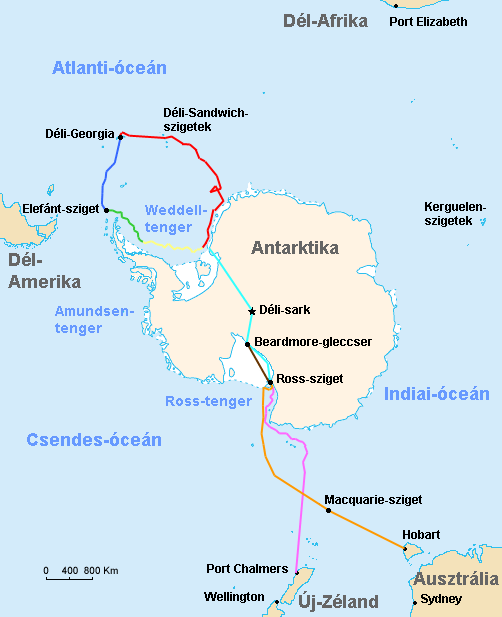
Az Endurance, az Aurora és a James Caird útjának, valamint a tervezett átkelésnek és a Ross-tengeri csapat depóépítő útvonalának térképe

Shackleton a birodalmi transzantarktiszi expedíció terveit először 1913. december 29-én, a London Times napilaphoz intézett levelében hozta nyilvánosságra. A tervek szerint az expedíciót két különálló csapat alkotja. Az úgynevezett Weddell-tengeri csapat, Shackleton vezetésével, a Weddell-tengerig hajózik, majd a Vahsel-öböl közelében partra tesznek egy hatfős csapatot és hetven kutyát. Ugyanakkor a másik hajó, Aeneas Mackintosh kapitány vezetésével a kontinens túloldalára, a Ross-tengeri McMurdo-öböl felé kerül. Ez a társaság (az úgynevezett Ross-tengeri csapat) a Ross-tenger partján létesített állomáshelyéről elindulva egészen a Déli-sarkig élelmiszerkészleteket helyez el az út mentén. Időközben a Weddell-tengeri csapat, Shackleton vezetésével szánokkal megközelíti a Déli-sarkot, felélve saját élelmiszerkészletét, amelyet aztán — a Beardmore-gleccser közelében — már a Ross-tengeri társak által elhelyezett, legdélebbi lerakatból tölt fel. Az út mentén elhelyezett további tartalékok pedig kitartanak a McMurdo-öbölben lévő állomásig. Így az összesen megközelítőleg 2800 kilométeres távolságot a két csapat összehangolt előkészítő munkájával tervezték megtenni.
Más magánvállalkozásokhoz hasonlóan ezen expedíció esetében is komoly nehézséget jelentett az anyagi háttér előteremtése. Bár a kormány 10 000 £, a Királyi Földrajzi Társaság pedig egy jelképes 1000 £ támogatást nyújtott az expedícióhoz, azonban annak költségeit túlnyomó részben magánadományokból kellett előteremteni. Sir James Caird, skót jutagyáros 24 000 £, Frank Dudley Docker, brit iparmágnás 10 000 £, Miss Janet Stancomb-Wills, egy dohánygyáros örökösnője pedig egy nyilvánosságra nem hozott, azonban „nagylelkűként” aposztrofált összeggel járult hozzá az expedíció költségeihez. Shackleton ezen felül gyakorlatilag valamennyi, expedícióhoz kapcsolódó jogot előre eladott. Vállalta, hogy könyvet ír az expedícióról, előre eladta az út során készülő valamennyi álló- és mozgókép közlési jogát, és ígéretet tett egy hosszú előadás-sorozat megtartására is.
Az expedíció Weddell-tengeri csapata részére Lars Christensen tulajdonostól 11 600 fontért megvásárolta a Framnæs hajógyárban készült, 44 méteres, háromárbócos barkentint, a Polarist, amely korának egyik legerősebb, fából készült hajója volt. Shackleton a vásárlást követően a hajót átkeresztelte Endurance-ra (magyarul: kitartás), az új névvel családja jelmondatára – „By endurance we conquer“ (latinul: „Fortitudine Vincimus”; magyarul: „Kitartással győzni fogunk”) – utalva. A Ross-tengeri csapat részére pedig 3200 fontért megvásárolta Douglas Mawson expedíciós hajóját, az Aurorát. Mivel a hajó Hobartban, Tasmániában horgonyzott, ezzel a 12 000 mérföldes odaút költségét meg tudták spórolni. Az expedícióhoz 100 szánhúzó kutyát rendeltek Kanada északi részéről. A legénység felszerelésében a technikai legmodernebb vívmányait és Shackleton korábbi expedícióin szerzett tapasztalatait is felhasználták. Külön az expedíció részére egy légcsavaros szánt és új típusú, könnyen felállítható sátrakat fejlesztettek. A kor legmodernebb csomagolási technikájával az Endurance két évre elegendő (főként tartósított) élelmiszert tudott magával vinni.

### A legénység
Bár az anyagi háttér előteremtése nehéz feladat volt, ezzel szemben a Shackleton által, a legénység toborzására közzétett hirdetésre 5000-nél is többen jelentkeztek. A hirdetés állítólagos szövege a következő volt: "Embereket keresünk veszélyes útra. Alacsony bér, dermesztő hideg, hosszú hónapok teljes sötétségben, állandó életveszély. A biztonságos visszatérés kétséges. Siker esetén kitüntetés és elismerés." Shackleton interjúztatási és kiválasztási módszerei egészen sajátosak voltak, sokszor megérzéseire támaszkodva döntötte el, hogy a jelöltet felveszi-e, vagy sem. Hitt abban, hogy a jellem és a temperamentum legalább annyira fontos egy csapatban, mint a szakmai hozzáértés. Shackleton nem volt a tradicionális hierarchia híve. Az egységes közösség megteremtése érdekében a hajó kormányzásából, a vitorlák kezeléséből, az éjszakai őrszolgálatból, valamint a közös helyiségek takarításából mindenkinek ki kellett vennie a részét, a matrózoknak éppúgy, mint a tiszteknek. A legénység tagjai számára mindig elérhető volt, maga is kivette a részét valamennyi munkából.

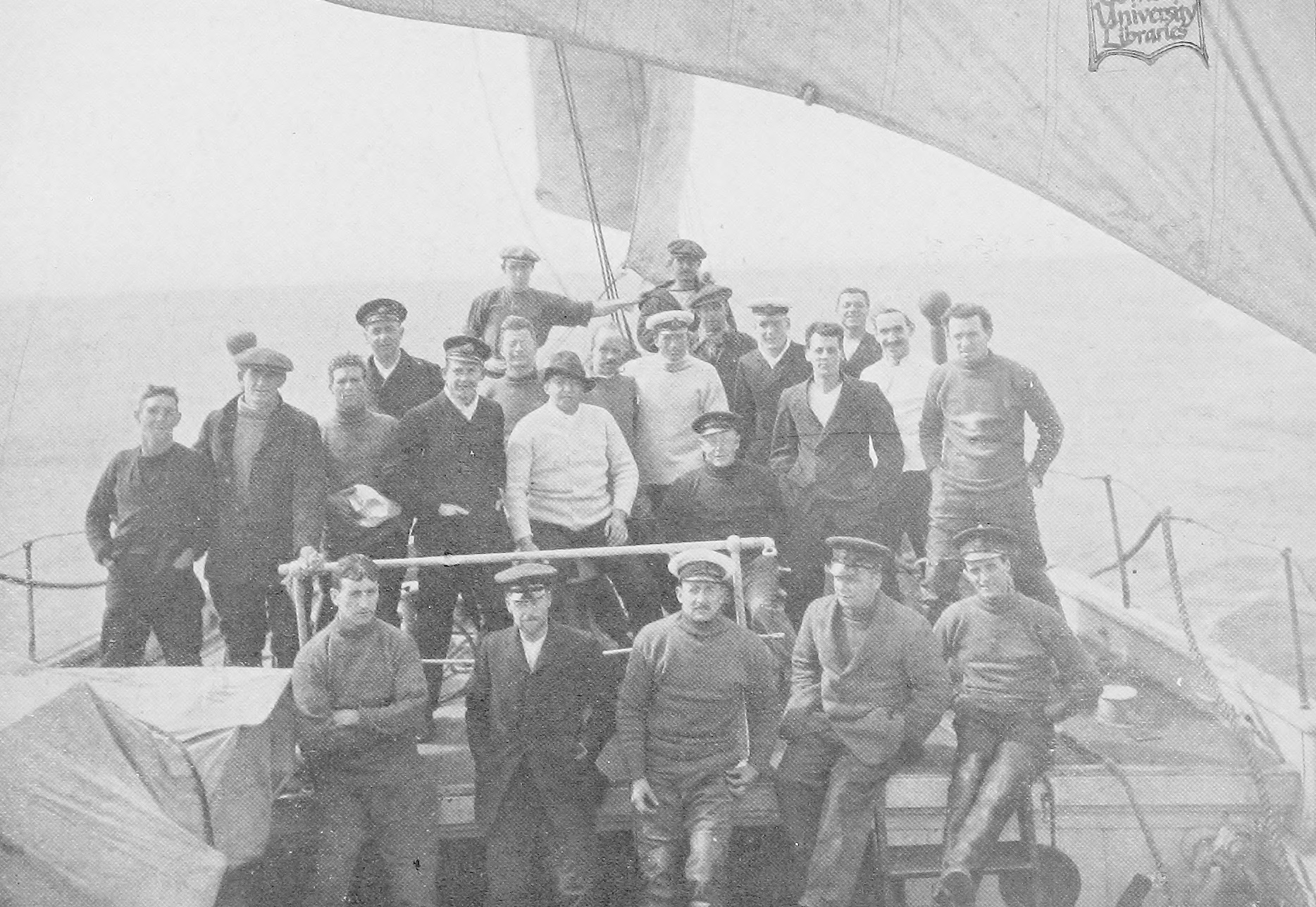
A Weddel-tengeri csapat

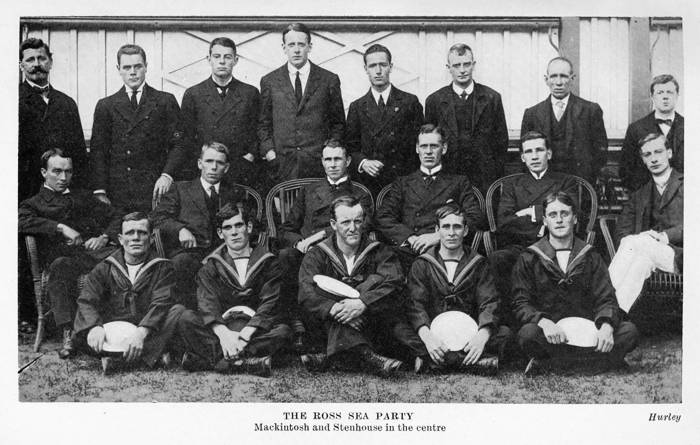
A Ross-tengeri csapat

Végül összesen 56 embert vett fel a legénységbe; mindkét hajóra 28–28 főt. Shackleton a legénység gerincét tapasztalt, kipróbált veteránokra építette. Az expedíció vezetője utáni legmagasabb – másodparancsnoki – tisztségre a jelentős sarkvidéki tapasztalattal rendelkező Frank Wildot választotta, aki már a Discovery, a Nimrod és a Douglas Mawson vezette Aurora expedíciókban is részt vett. Az Endurance kapitánya Frank Worsley, míg az Aurora kapitánya Aeneas Mackintosh lett, aki a Nimrod-expedícióban másodtisztként szolgált. Az Endurance másodtisztje, Thomas Crean, harmadtisztje, Alfred Cheetam, az expedíciós rajzokat készítő George Marston, valamint Thomas McLeod tengerész már szintén korábban is részt vett antarktiszi expedíciókban. Az Endurance-on az elsőtiszti feladatokat Lionel Greenstreet látta el, a navigátor Hubert Hudson, a főmérnök Lewis Rickinson, a második mérnök Alexander Kerr volt. Az expedíció hatfős tudományos csapatába két hajóorvos, James McIlroy és Alexander Macklin, James Wordie geológus, Robert Clark biológus, Reginald James fizikus és Leonard Hussey meteorológus tartozott. Shackleton leszerződtette a Douglas Mawson antarktiszi expedíciójáról dokumentumfilmet készítő ausztrál fotóst, Frank Hurleyt, aki az expedíció fényképeken és mozgóképeken történő dokumentálásért, valamint Thomas Orde-Leest, aki a motoros szánok felkészítéséért volt felelős.
A Ross-tengeri csapat, az Aurora legénységének összetétele viszont a finanszírozási problémák miatt az utolsó pillanatig kétséges volt. Bár Aeneas Mackintosh kapitány és Ernest Joyce, a kutyák és szánok felelőse a Nimrod-expedícióban is részt vett, azonban a legénység több tagja a bizonytalanságok miatt visszalépett a vállalkozástól, és ennek folytán az utolsó pillanatban felvett személyek közül többen nem rendelkeztek komoly tengerészeti tapasztalattal.

### Az Endurance útja és elsüllyedése

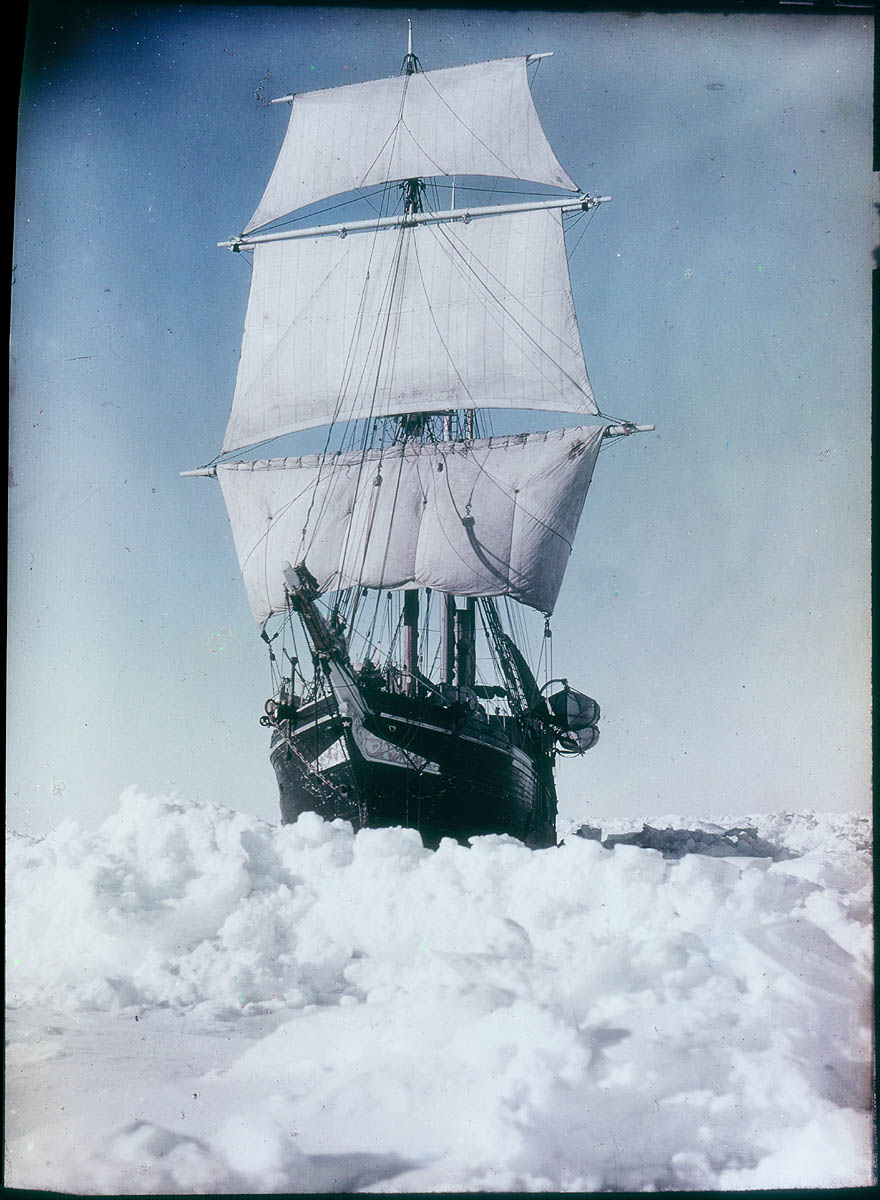
Az Endurance teljes vitorlázatban a Weddell-tengeren

Miután 1914. augusztus 3-án kitört az első világháború, Shackleton a legénység egyetértésével a kormány döntésére bízta az expedíció sorsát. Winston Churchill, akkori tengerészetügyi miniszter egyszavas választáviratát követően (melyben csak annyi állt, hogy „Induljanak!”) az Endurance 1914. augusztus 8-án kifutott Plymouth kikötőjéből. Shackleton és Wild – hivatalos angliai teendőik végeztével – Buenos Airesben csatlakoztak az expedíciós csapathoz. A Déli-Georgia szigeten, Grytvikenben eltöltött egy hónapos tartózkodást követően, 1914. december 5-én az Endurance a déli-sarki vizek felé vette az irányt.
A vártnál korábban zajló jéggel találkoztak, amely jelentősen lelassította a haladásukat. Végül, 1915. január 19-én az Endurance-t a Weddell-tengeren, a partra szállás tervezet helyétől mintegy 100 kilométerre végleg körülzárta a jég. Számos, a hajó kiszabadítására tett kísérletet követően, 1915. január 24-én Shackleton elrendelte a hajó áttelelésre való felkészítését. A következő hónapokban az Endurance jégbe fagyva lassan északkelet felé sodródott. Amikor a jég szeptemberben elkezdett összetöredezni, az összetorlódó jégtáblák megemelték és elbillentették a hajótestet. A fokozódó jégnyomás végül apránként kezdte összetörni a hajót, és a beáramló vizet már nem tudták megállítani. Shackleton 1915. október 27-én elrendelte a hajó elhagyását. Az expedíció tagjai a felszereléseket és készleteket lerakodták a hajóról, és egy közeli jégtáblán téli szállást alakítottak ki, amelyet „Óceántábornak” neveztek el. Végül 1915. november 21-én a jég által összezúzott hajó, az Endurance elsüllyedt, és a csapat végképp egyedül maradt a végtelen jégmezőkön, ahol még soha nem járt előttük ember.

### Út az Elefánt-szigetre

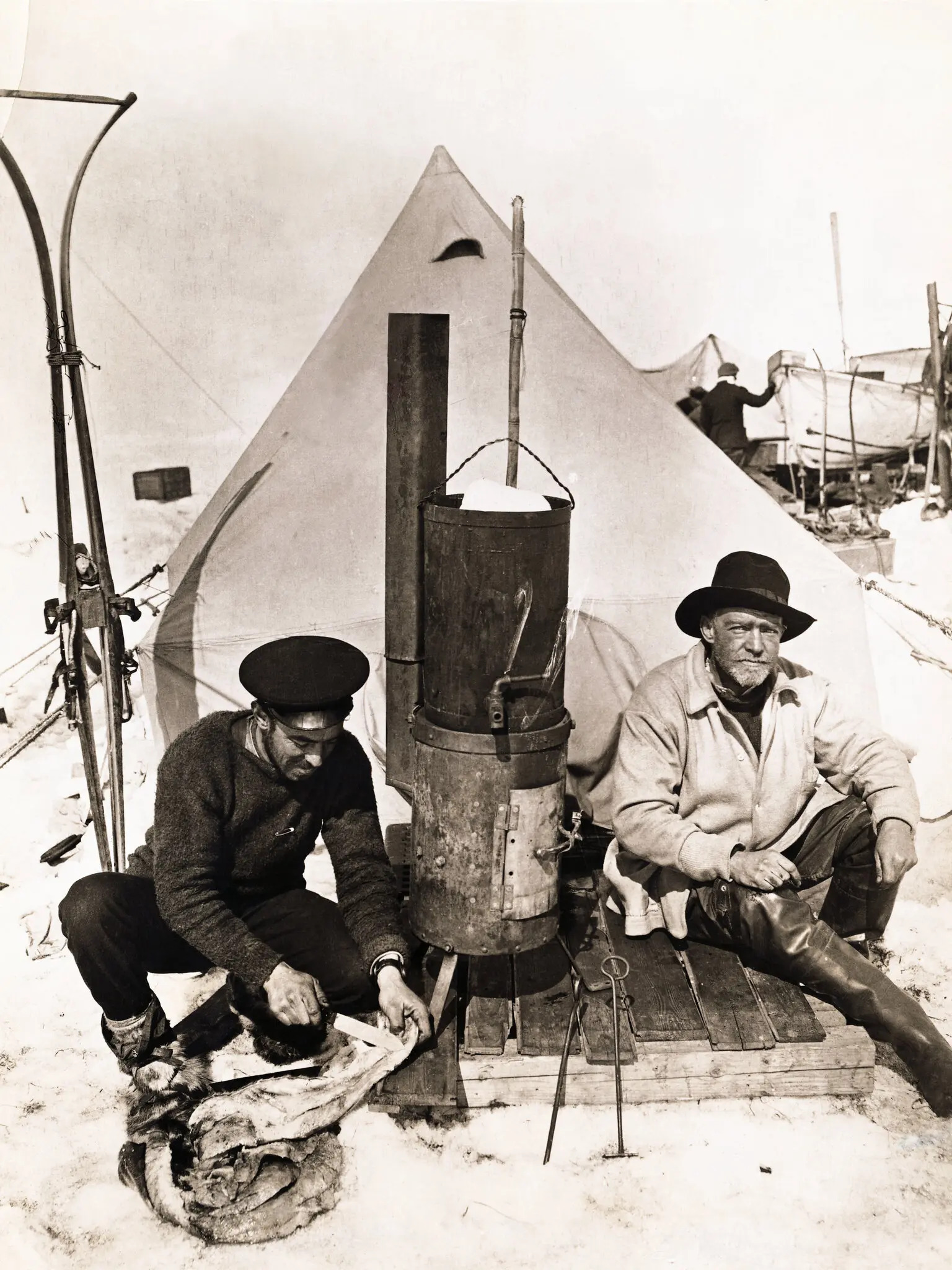
Frank Hurley és Ernest Shackleton az Óceántáborban

A csapat nagyjából két hónapig táborozott a nagy jégtáblán, azt remélve, hogy a szél és az áramlatok segítségével sikerül eljutniuk a 400 kilométerre lévő Paulet-szigetre, ahol Otto Nordenskjöld korábbi expedíciójának téli szálláshelye és annak tartalék készletei voltak. Több kétségbeesett próbálkozást tettek az úti cél megközelítésére. Ennek során gyalog próbálták a jégen a sziget felé vontatni az Endurance-ról megmentett három mentőcsónakot, melyeket az expedíció fő támogatóiról James Cairdnek, Dudley Dockernek és Stancomb Willsnek kereszteltek el. Mivel ez — a terepadottságok miatt — lehetetlen küldetésnek bizonyult, a csapat egy másik jégtáblán újra tábort épített. Új táborhelyüket Türelemtábornak nevezték el.
Az új táborhelyen további három hosszú, tétlen várakozással teli hónapot töltött a társaság. Mivel az élelmiszerkészletek vészesen fogytak, két különítményt visszaküldtek az Óceántáborba, hogy az otthagyott élelmiszerből a lehető legnagyobb mennyiséget szállítsák át új szálláshelyükre. Időközben a sodródás folytán mintegy 105 kilométerre megközelítették a Paulet-szigetet, azonban a sodródás iránya, a széttöredezett jégmező és a beágyazódott jéghegyek lehetetlenné tették annak megközelítését. Tehetetlenül nézték végig, ahogy napról-napra távolabb sodródnak tőle, míg végül szem elől vesztették. Végül 1916. április 8-án este a táborhelyül szolgáló jégtábla kettétört, és másnap a széttöredezett jégtáblák között csatornaszerű szabad vízfelületek tűntek elő. Ekkor Shackleton utasítására vízre bocsátották a három mentőcsónakot, és – mielőtt ismét összezárul a jég és összeroppantja az apró csónakokat – teljes erejüket megfeszítve evezni kezdtek a nyílt víz felé. A James Cairdet Shackleton, a Dudley Dockert Worsley, míg a Stancomb Willst Hubert Hudson navigátor irányította.
A csónakokat a zajló jég között megnyíló, majd összezáródó csatornákon kellett átnavigálni, melynek során folyamatosan tartani lehetett attól, hogy a jégtáblák bármikor összeroppanthatják az apró mentőcsónakokat. Öt gyötrelmes, veszélyekkel teli nap után a 28 kimerült, fagyási sérülésektől szenvedő ember végül partra szállt az Elefánt-szigeten. 497 nap után ez volt az első alkalom, hogy szilárd talajt volt a lábuk alatt.
Ám ez a régóta várt pillanat nem volt olyan örömteli, mint amilyenre számítottak. A szigetet vastagon borította a pingvinguanó, és rendszeresen hóviharok tépázták. Végül sikerült menedékhelyet építeni maguknak: kövekből alacsony falat emeltek, és tető gyanánt ráborítottak két csónakot. Azonban tudta mindenki, hogy a közeledő sarki tél, a zord időjárás és a fogyóban lévő készletek miatt sokáig nem húzhatják ki ezen a szigeten.

### Mentőcsónakkal Déli-Georgia felé

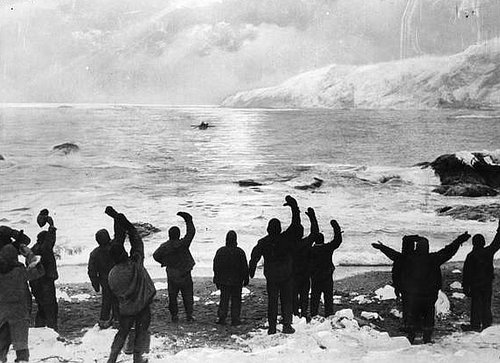
A James Caird indulása az Elefánt-szigetről

Shackleton úgy döntött, hogy ő és néhány embere csónakba szállnak és – bármilyen lehetetlennek is tűnik – megpróbálnak eljutni az 1500 km-re (800 tengeri mérföldre) lévő Déli-Georgia szigetre, hogy segítséget hozzanak. Az útra – lehetőségeikhez mérten –megpróbálták felkészíteni a 6,85 méteres mentőcsónakot, a James Cairdet. Harry McNish hajóács a ládák fedeléből fedélzetet épített a csónakra, majd azt vitorlavászonnal vonták be, hogy vízállóbb legyen. Shackleton öt embert választott maga mellé: Frank Worsley kapitányt, Tom Crean másodtisztet, John Vincent és Timothy McCarthy matrózokat és McNish-t. Az Elefánt-szigeten maradó csoport vezetőjévé Shackleton Frank Wildot jelölte ki, és meghagyta neki, hogy amennyiben nem térnek vissza, úgy következő tavasszal kíséreljenek meg eljutni a Deception-szigetre. A csapat hat hétre elegendő élelmiszert vitt magával, ideértve azt a mennyiséget is, melyre a szárazföldön szükségük lesz. 1916. április 24-én a James Caird elhagyta az Elefánt-szigetet és az Atlanti-óceánon keresztül elindult Déli-Georgia szigete felé.
Az út sikere Worsley navigációjának pontosságától függött, melyhez olyan méréseket és megfigyeléseket kellett figyelembe vennie, melyeket gyakran nem a legmegfelelőbb körülmények között, egy-két napsütéses pillanatot elkapva kellett elvégeznie. Bár az északnyugati széljárás segítette haladásukat, azonban a háborgó tenger folyton jeges vízzel árasztotta el a csónakot. Hamarosan a víz vastag jégpáncéllá fagyott a csónak oldalán, fedélzetén és vitorláin, amelyet folyamatosan fel kellett törniük, hogy el ne süllyedjenek. A hatalmas hullámok szünet nélkül dobálták a James Cairdet, a viharhorgony leszakadt, így valakinek mindig ott kellett ülnie a kormányrúdnál, hogy tartani tudják az irányt. 1916. május 5-én egy hatalmas törőhullám csaknem megsemmisítette a csónakot. Shackleton – elmondása szerint – a tengeren töltött 26 év alatt soha nem látott ilyen hatalmas hullámot. Két folyamatos küzdelemmel töltött hét után, fizikai teljesítőképességük határát elérve, fagyási sérülésektől szenvedve, május 8-án végül megpillantották a Déli-Georgia szigetet. Szerencsétlenségükre pont ekkor egy hurrikán söpört végig a térségen, és további két napba tellett, amíg a végletekig kimerült legénység végre partot ért a szigeten, a King Haakon-öbölben.

### Átkelés Déli-Georgia hegyein

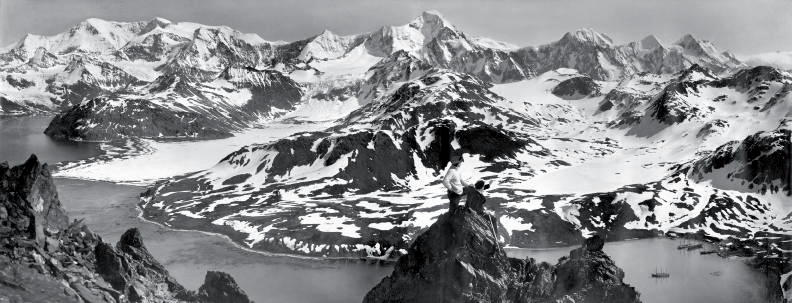
Déli-Georgia (Fotó: Frank Hurley)

Megérkezésük után néhány napot pihenéssel töltöttek, hogy erőt nyerjenek a további úthoz, mivel a sziget lakott területei, a bálnavadász-állomások mind a sziget északi partján találhatók. Shackleton végül a James Caird állapota és különösen társai, Vincent és McNish gyengesége miatt úgy döntött, hogy a sziget megkerüléséhez szükséges 240 km-es hajóút helyett, két társával Worsley-vel és Creannel gyalog vágnak át a sziget korábban még ember nem járta hegyvonulatain. McNish, Vincent és McCarthy pedig egy csendes öbölben, az úgynevezett Peggotty-táborban bevárja, míg a bálnavadász állomásról hajóval visszatérnek értük. Bár a szárazföldön légvonalban csak 54 kilométer volt a távolság, azonban a terepviszonyok miatt az ott lakók gyakorlatilag lehetetlennek tartották az átkelést.
A három férfi 1916. május 19-én hajnalban indult útnak, háromnapi élelemmel és minimális felszereléssel. Keserves erőfeszítések árán hegyvonulatokon, gleccsereken, befagyott folyókon és tavakon kellett átkelniük, és útközben még egy vízesésen is le kellett ereszkedniük. Járható út hiányában többször vissza kellett fordulniuk, és új útvonalat keresve, értékes időt veszítve, a hegyeket megkerülve tovább haladni. Az egyik hegytetőről a kötelekből szánkót készítve csúsztak le a völgybe, hogy a fagyos éjszaka nehogy a hegytetőn érje őket. Végül 36 óra folyamatos menetelést követően, május 20-án késő délután csapzottan, rongyosan, mocskosan és holtfáradtan megérkeztek a Stromness bálnavadász-állomásra.

### A mentőakció

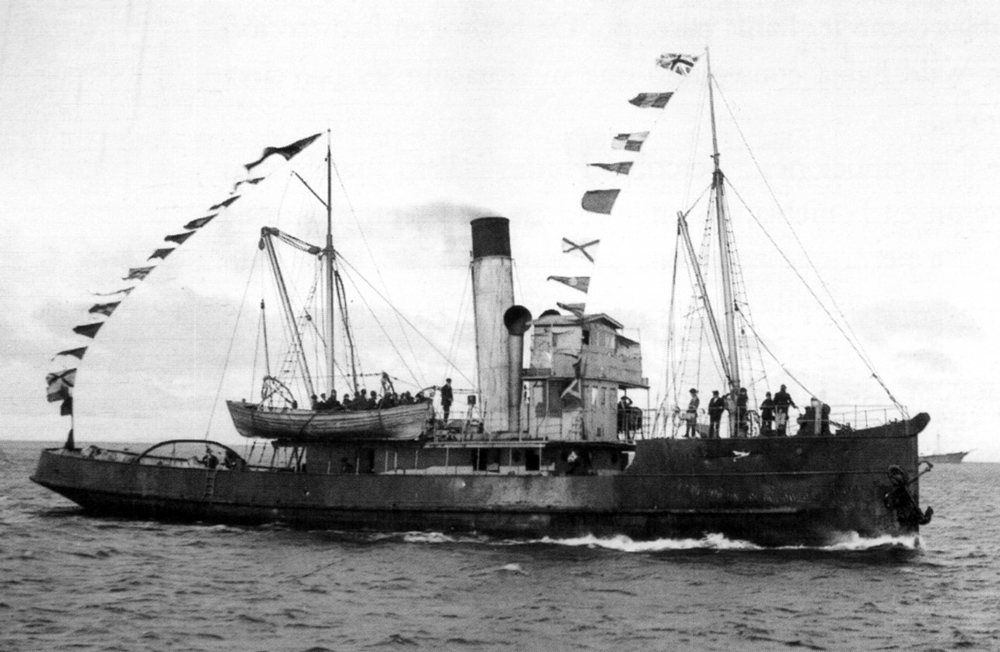
Yelcho (1913)

Néhány órával azután, hogy megérkeztek a bálnavadász-állomásra, Worsley a Samson nevű hajóval visszatért társaiért a Pegotty-táborba, Shackleton pedig elintézte, hogy rendelkezésükre bocsátsanak egy bálnavadászhajót, a Southern Skyt, amellyel visszatérhetnek az Elefánt-szigeten maradt bajtársaikért. Alig hetvenkét órával azután, hogy megérkeztek Stromnessbe, Shackleton és két társa, Worsley és Crean elindultak az Elefánt-szigetre. Ezzel megkezdődött a mentési kísérletek három hónapnál is tovább tartó sorozata, melynek során a zajló jég rendre meghiúsította próbálkozásaikat. A Southern Sky három nap után jeges övezetbe jutott és kénytelen volt visszafordulni. Ezután Shackleton elérte, hogy az uruguayi kormány kölcsönadja a Institutio de Pesca No. 1 nevű kis felderítőhajót, amely hat nap elteltével súlyos sérülésekkel tért haza, miután egy jégtáblának ütközött. Ezt követően kibérelte az Emma nevű, rozoga szkúnert, amely műszaki problémák miatt 150 kilométernél jobban nem tudta megközelíteni az Elefánt-szigetet. Ekkor értesült arról, hogy az angol tengernagyi hivatal engedélyezte, hogy segítségükre küldjék a Discoveryt, Scott régi hajóját a mentőakcióhoz, azonban még hosszú hetekbe telik, míg a hajó odaér. Ezért Shackleton segítséget kért a chilei kormánytól, hogy használatba vehessen egy öreg tengerjáró vontatóhajót, a Yelchot. Ezúttal melléjük szegődött a szerencse; öt nappal később, 1916. augusztus 30-án, végül elérték az Elefánt-szigetet, és felvették 22 hajótörött társukat. Shackleton Punta Arenasból feleségének, Emilynek küldött levelében a következőket írta: „Kedvesem! Megjártuk a poklot, de senkit nem veszítettünk el.” 

### A Ross-tengeri csapat
A Ross-tengeri csapat sorsa kevésbé volt szerencsés. A csapat Aeneas Mackintosh vezetésével a Evans-foknál szállt partra. Az Aurora expedíciós hajót a vihar leszakította a horgonyról, és egy jégtáblába fagyva elsodorta a nyílt tenger felé. Miután kiszabadultak a jég fogságából, a hajón maradt emberek, Joseph Stenhouse első tiszt vezetésével kénytelenek voltak visszatérni Új-Zélandra, mivel a sérült kormányszerkezet nem tette lehetővé a Ross-szigetre való visszatérést. A nagy nehézségek ellenére a szárazföldön maradt tízfős csapat teljesítette a feladatait, és kiépítette a Déli-sarkhoz vezető úton a lerakatokat. 1916 decemberében Shackleton Új-Zélandra utazott, hogy segítsen megmenteni az Antarktiszon maradt embereket. Amikor az Aurora 1917. január 10-én elérte a Evans-fokot, Shackleton megtudta, hogy Mackintosh, Arnold Spencer-Smith és Victor Hayward az expedíció során elhunyt.
Az expedícióról maga Shackleton is könyvet írt, és az elmúlt évtizedekben számos egyéb könyv jelent meg róla, amik között volt útleírás jellegű is, de olyan is, mely az expedíciót és főként Shackleton szerepét a vezetéstudomány szemszögéből vizsgálta meg. Az expedíció történetéről dokumentumfilmek mellett tévéfilm-sorozat is készült, Kenneth Branagh főszereplésével.

## Az első világháború és a háború utáni évek (1917–1920)

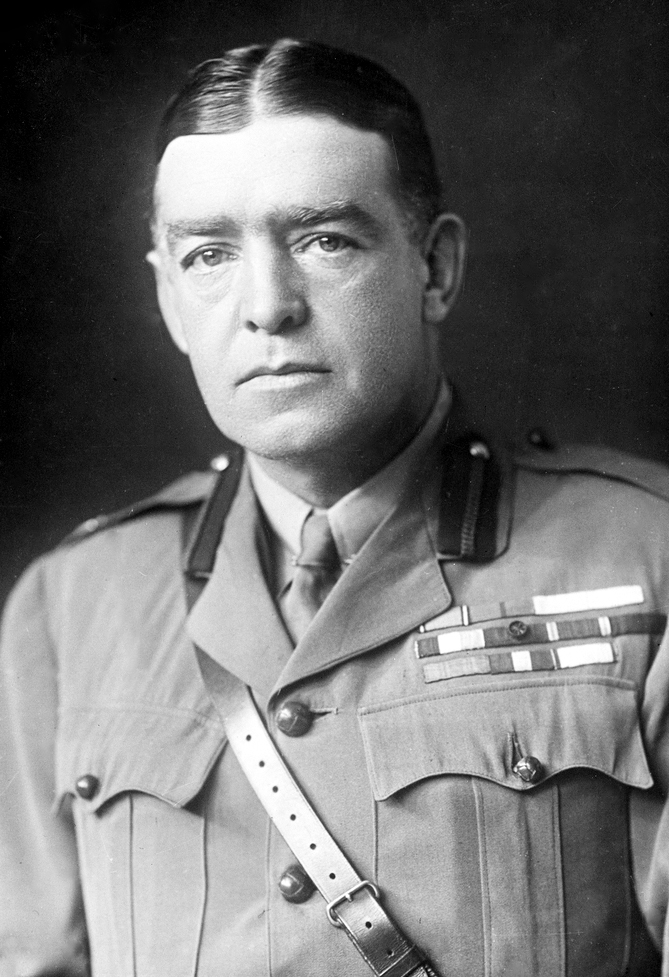
Ernest Henry Shackleton őrnagy (1919)

Amikor Shackleton 1917 májusában visszatért Angliába, Európában még javában folyt az első világháború. Ebben az időben már szívelégtelenségben szenvedett, amelynek oka valószínűleg az expedíciókon átélt szélsőséges fizikai megterhelés volt. Bár 43 évesen már túl öreg volt a katonai szolgálathoz, azonban – követve társai példáját – önkéntesnek jelentkezett a franciaországi frontszolgálatra. Ehelyett végül, 1917 októberében Buenos Airesbe utazott, az akkori brit információs miniszter, Edward Carson megbízásából, hogy a chilei és argentin kormányt meggyőzze, hogy lépjenek háborúba az Antanthatalmak oldalán. A diplomáciai küldetés nem járt sikerrel, így 1918 áprilisában hazatért Angliába.
Ezután a Northern Exploration Company kutatóvállalat megbízta, hogy a Spitzbergákon a bányászati lehetőségeket feltérképezze. A nevezett fedőcég mögött ténylegesen a Hadügyminisztérium állt, és az út célja az volt, hogy felderítsék egy brit katonai bázis kiépítésének lehetőségét. Az utazás közben Shackleton, Tromsøben megbetegedett, valószínűleg egy enyhe szívrohamot kapott, így haza kellett térnie.
1918. július 22-én őrnaggyá léptették elő. 1918 októberétől az oroszországi polgárháború észak-oroszországi expedíciós hadseregében szolgált, Edmund Ironside dandártábornok parancsnoksága alatt, ahol a brit erők sarkvidéki körülményeknek megfelelő felszerelésének előkészítéséért és Murmanszkba szállításáért volt felelős. A compiègne-i fegyverszüneti egyezmény aláírásával az első világháború, 1918. november 11-én ténylegesen véget ért. Shackleton 1919 március elején tért vissza Angliába, azonban vissza kívánt térni Észak-Oroszországba, a régió gazdasági fejlődésének előmozdítását szolgáló tervekkel. E cél megvalósításához további befektetőket keresett, azonban a bolsevikok katonai győzelme után ezen terveket kénytelen volt feladni.
Az „észak-oroszországi katonai műveletekkel kapcsolatban nyújtott értékes szolgálatáért” Shackleton, 1919-ben, a király születésnapján elnyerte a Brit Birodalom Rendjének tisztje kitüntetést. Végül 1919 decemberében leszerelt a hadseregből, azonban továbbra is megtarthatta őrnagyi rendfokozatát. 1919 decemberében ismét előadói körútra indult, és ekkor látott napvilágot az Endurace-expedícióról szóló, Dél című könyve.

## A Shackleton–Rowett expedíció és Shackleton halála (1920–1922)

### Előkészületek

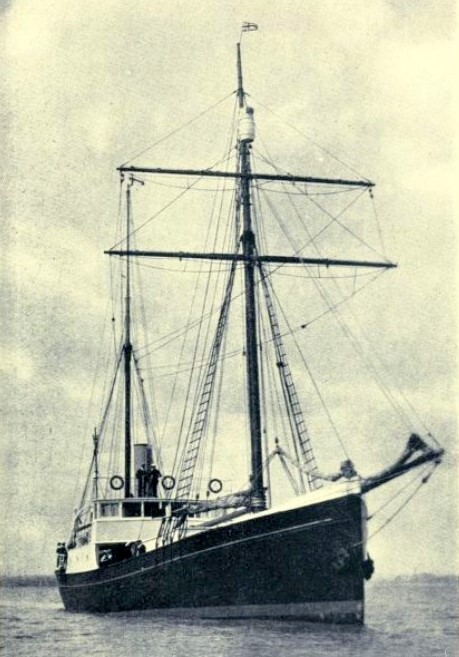
A Quest expedíciós hajó

Shackleton 1920 folyamán egyre jobban belefáradt az előadói körutakba, így figyelme ismét egyre inkább egy új sarkvidéki expedíció megszervezésére felé fordult. Komolyan foglalkoztatta egy — az abban az időben még nagyrészt felfedezetlen — Beaufort-tengerre vezetett expedíció terve, mellyel a kanadai kormányzat érdeklődését is felkeltette. A kanadai kormány visszalépése folytán ezt a tervet végül kénytelen volt elvetni. Egy dulwichi iskolatársa, a gazdag üzletember John Quiller Rowett anyagi segítségével megvásárolta a norvég fókavadász-hajót, a Foca I-et, amelyet Quest névre keresztelt át. Régi barátja, Hugh Robert Mill, a Királyi Földrajzi Társaságtól pedig segített kidolgozni az expedíció tudományos programját. Egy év tervezést követően Shackleton útjára indította a Brit Oceanográfiai és Szubantarktikus Expedíciót. Rowett végül vállalta az expedíció teljes költségét, így az expedíció hivatalos neve végül Shackleton–Rowett expedíció lett, melyet az expedíciós hajó alapján gyakran Quest-expedícióként is neveztek. A cél az volt, hogy körülhajózza az Antarktiszt, és feltérképezze partvonalát, felfedezzen távoli szigeteket és kiterjedt tengeri kutatásokat végezzen. Shackleton, aki mindig élen járt a legújabb technikai vívmányok használatában, ezúttal egy hidroplánt vitt magával. Az Endurance-expedíció nyolc tagja csatlakozott a 18 tagú legénységhez: Frank Wild másodparancsnok, Frank Worsley kapitány, dr. Alexander Macklin és dr. James Mcllroy orvosok, a meteorológus Leonard Hussey, a géptiszt A. J. Kerr, Thomas McLeod matróz és a szakács, Charles Green. Az újonnan érkezők között volt Roderick Carr, a Királyi Légierő új-zélandi születésű pilótája, aki az általános tudományos munkában is segített. A tudományos személyzetbe tartozott a sarkvidéki tapasztalatokkal rendelkező ausztrál biológus, Hubert Wilkins és a kanadai geológus, Vibert Douglas.

### A Quest útja
A Quest 1921. szeptember 17-én futott ki Londonból. Az expedíciót kezdettől fogva üldözte a balszerencse. A hajónak számos szerkezeti hibája volt, és útközben több kikötőben (ezek között Lisszabonban és Madeirán és a Zöld-foki szigeteken) is meg kellett állniuk, hogy jelentős javításokat végezzenek rajta. A kényszerpihenők már ekkor felborították az expedíció tervezett menetrendjét, ezért Shackleton úgy döntött, hogy Rio de Janeiro felé veszik az irányt, hogy a hajó minden részét teljeskörűen kijavítsák. A Quest 1921. november 22-én érkezett meg Rioba. A hajó négy hétig húzódó javítása miatt ismét módosítani kellett az útitervet, és úgy döntöttek, hogy egyenesen Déli-Georgiába, Grytvikenbe hajóznak Rióból. December 17-én, egy nappal a tervezett indulás előtt, Shackleton rosszul lett, valószínűleg szívrohamot kapott. Macklin meg akarta vizsgálni, azonban Shackleton elhárította ezt azzal, hogy már jobban van.
Karácsony napján a Quest hurrikán erősségű viharba került, és öt álló napon át hasztalan próbáltak kiszabadulni belőle. Shackleton később azt mondta az embereinek, hogy soha sem látott ilyen hatalmas vihart korábban. Az emberek teljesen kimerültek, mire 1922. január 4-én Déli-Georgia szigetére, Grytvikenbe értek.

### Shackleton halála

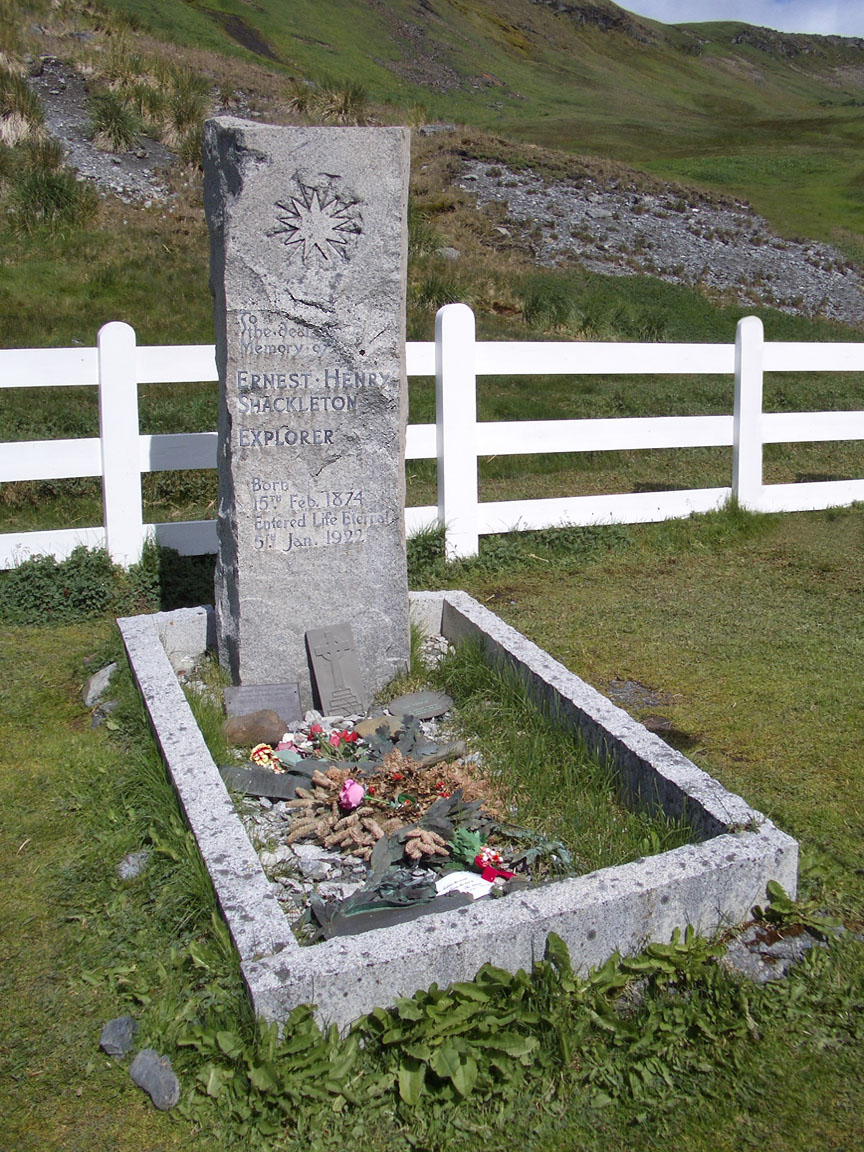
Shackleton sírja Grytvikenben

Grytvikenbe érve Shackletont megrohanták a régi emlékek. A legénység új tagjainak történeteket mesélt az emlékezetes csónakútról és arról, hogyan vágott át két társával gyalog a szigeten. Örült, hogy végre megint elemében lehet. Aznap éjjel azt írta a naplójába, hogy „csodás este” volt, majd a bejegyzést egy költői gondolattal zárta: „Alkonyatkor egy magányos csillag ragyogott az égen, ékkő volt ő az öböl felett.” Néhány óra múlva, hajnalban Shackleton az expedíció orvosát, Alexander Macklint a kabinjába hívta, erős hátfájásra és rossz közérzetre panaszkodott. Macklin elmondása szerint azt tanácsolta neki, hogy sokkal kiegyensúlyozottabb életet kellene élnie, mivel túlhajszolja magát. Erre azt felelte, hogy „Mindig azt akarod, hogy feladjak valamit. Mit kéne még feladnom?”.  Néhány pillanattal később, 1922. január 5-én, hajnali 2:50-kor, Shackleton halott volt. Szívroham végzett vele.
Leonard Hussey, az Endurance-expedíció veteránja vállalta, hogy gondoskodik a holttest Nagy-Britanniába szállításáról. Montevideóban üzenetet kapott Shackleton feleségétől, Emilytől, mely szerint az a kívánsága, hogy férjét, Déli-Georgiában, Grytvikenben temessék el. Hussey a koporsóval, a Woodville gőzhajón visszatért Déli-Georgia szigetére, ahol Shackletont egy, a grytvikeni lutheránus templomban megtartott rövid istentiszteletet követően, 1922. március 5-én helyezték örök nyugalomra a helyi temetőben. Mivel az expedíció már elhagyta a szigetet, a szertartáson csak Hussey és a norvég bálnavadászok vettek részt. A sírhelyet kezdetben csak egy egyszerű fakereszt jelölte, melyet 1928-ban egy gránittömbből készült síremlékre cseréltek. A síremlék hátoldalán egy idézet található Robert Browning The Statue and the Bust című verséből: „I hold … that a man should strive to the uttermost for life’s set price.” (magyarul: „Fenntartom, hogy az embernek törekednie kell a legtöbbet kihozni abból, amit az élet neki szánt”.) Macklin később ezt jegyezte fel naplójában: „Úgy gondolom, hogy a »Főnök« is ezt kívánta volna magának: egyedül állni egy magányos szigeten, távol a civilizációtól, viharos tengerrel körülvéve, legnagyobb hőstettei közvetlen közelében.”
A legénység tagjai úgy döntöttek, hogy Wild vezetésével, Shackleton eredeti terveinek megfelelően folytatják az expedíciót. A zajló jégen való többszöri sikertelen átkelési próbálkozásukat követően, mivel a szénkészletek egyre fogyóban voltak, végül érdemi eredmények nélkül, április 6-án visszatértek Déli-Georgiára. A csapat tagjai a „Főnök” emléke előtt tisztelegve egy, a grytvikeni kikötő bejáratára néző hegyoldalban egy tölgyfakereszttel díszített kőhalmot építettek, melyre a következő feliratot helyezték el: „Itt hunyt el Sir Ernest Shackleton felfedező, 1922. január 5-én. Állították a bajtársai.”
Shackleton halálával véget ért az Antarktisz-kutatás úgynevezett aranykora; az a korszak, amikor a nagyrészt ismeretlen kontinens földrajzi és tudományos felfedezése még a mai modern technika nélküli, hagyományos felfedezőutakkal valósult meg.
Apsley Cherry-Garrard sarkkutató, a The Worst Journey in the World (magyarul: A világ legrosszabb utazása) című könyvének előszavában a következőképpen fogalmazta meg a Déli-sark kutatás legnagyobb alakjainak jelentőségét: „Egy közös tudományos és földrajzi kutatás megszervezésére, válaszd Scottot, [...] a sark gyors eléréséhez és semmi máshoz, válaszd Amundsent, ha azonban egy ördögi lyukban vagy és ki akarsz jutni onnan, kizárólag Shackletont válaszd.”

## Emlékezete

### Az elfeledett majd újra felfedezett Shackleton

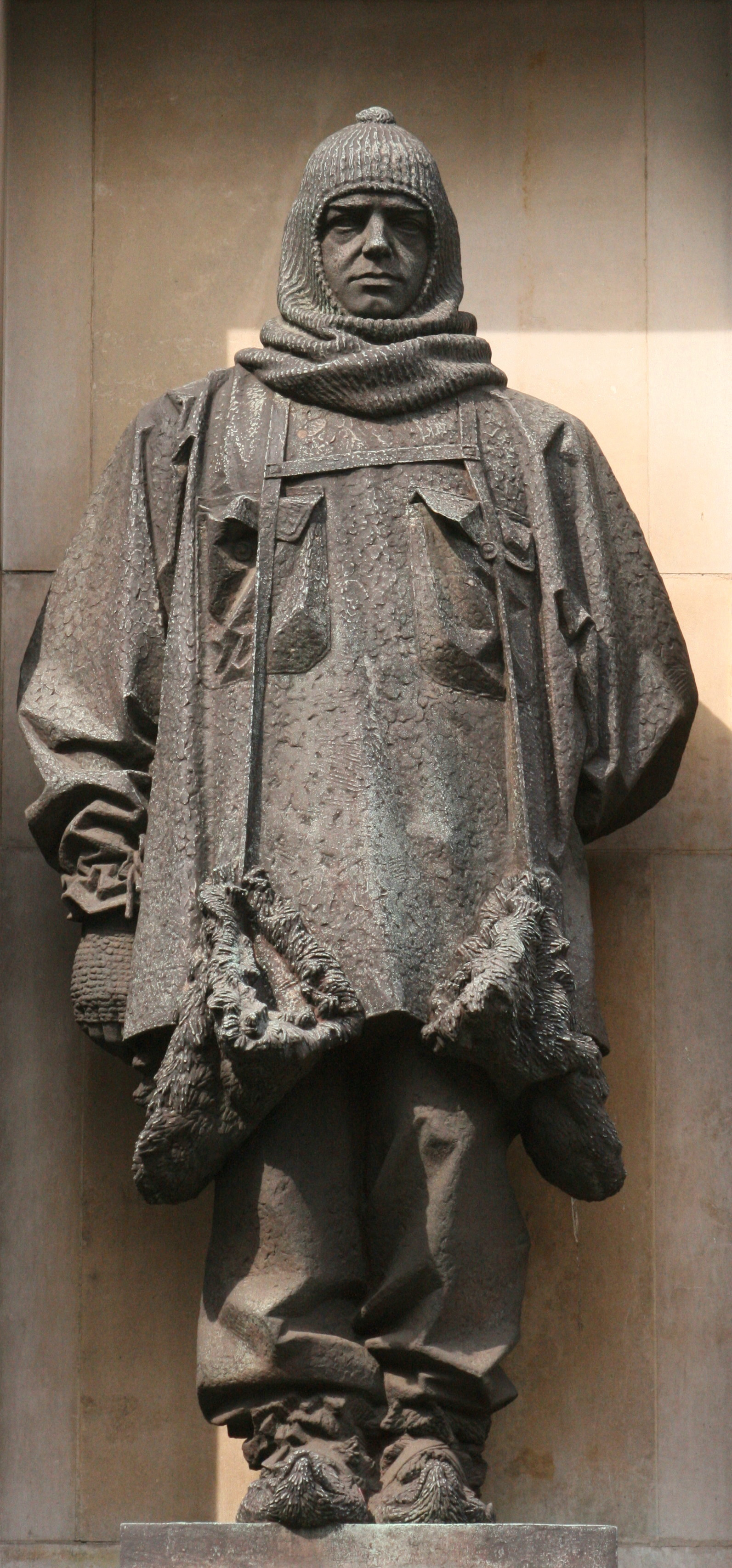
Shackleton szobra a Királyi Földrajzi Társaság épületén

Amikor Shackleton földi hamvai Montevideóba értek, az uruguayi kormány nemzeti gyászt rendelt el. Száz tengerészgyalogos kísérte a brit zászlóval borított koporsóját a katonai kórházba. 1922. február 14-én a koporsót felravatalozták a montevideói Szentháromság-templomban, ahol Baltasar Brum köztársasági elnök és a kormányzat számos tisztviselője is lerótta tiszteletét Shackleton előtt. Március 2-án, a londoni Szent Pál-székesegyházban istentiszteletet tartottak Shackleton búcsúztatására, melyen V. György király és a királyi család több tagja is képviseltette magát.
Egy éven belül megjelent az első életrajzi könyv Shackletonról, melynek szerzője, barátja, Hugh Robert Mill volt. Ez a könyv nem csak egy egyszerű tisztelgés volt a felfedező előtt, hanem azzal a céllal is készült, hogy anyagi segítséget nyújtson a – komoly adósságokkal küzdő – családnak. Egy további kezdeményezése volt a Shackleton Emlékalap létrehozása, mellyel Shackleton gyermekeinek oktatását és Shackleton édesanyját kívánták anyagilag támogatni.
A következő évtizedekben Shackleton népszerűsége elhomályosult versenytársa, Scott kapitány mellett. Csak Nagy-Britanniában több mint 30 emlékművet és szobrot állítottak Scott tiszteletére. Ezzel szemben Shackletonról csak 1932-ben készült az első nyilvános szobor, amelyet Charles Sargeant Jagger szobrász készített Edwin Lutyens tervei alapján, és a Királyi Földrajzi Társaság épületének homlokzatán helyezték el. A sajtó jobban érdeklődött a tragikus sorsú Scott és társai iránt, akik a Déli-sark elérését követően, a visszaút során életüket vesztették. Mill életrajzi könyve mellett az 1950-es évekig csupán az Oxford University Press által, a Great Exploits sorozat keretében, 1943-ban publikált negyvenoldalas füzet volt az egyetlen nyomtatott kiadvány, amely Shackletonnal foglalkozott.
Az 1950-es évektől vett fordulópontot Shackleton megítélése. 1957-ben jelent meg Margery és James Fisher széles körben elismert életrajzi könyve, Shackleton címmel, majd 1959-ben Alfred Lansing Endurance: Shackleton's Incredible Voyage című műve, amely a birodalmi transzantarktiszi expedíció történetét dolgozta fel. Ezek a könyvek már kifejezetten pozitív összképet festettek Shackletonról. Ezzel párhuzamosan változott meg negatív irányba Scott megítélése, mely Roland Huntford 1979. évi, Scott és Amundsen című könyvében mutatkozott meg leginkább. Scott negatív megítélése ebben az időben széles körben elfogadottá vált, mivel a Scott által megtestesített heroikus hőstípus is a kulturális értékek 20. század végi eltolódásának áldozatává vált. Néhány éven belül Shackleton népszerűsége meghaladta Scottét. Ezt jól mutatja a BBC által, 2002-ben, A 100 legnagyobb brit címen kiírt szavazás is, ahol Shackleton a 11., míg Scott csak az 54. helyezést érte el. Shackleton népszerűségét jelzi az a tény is, hogy a Christie’s aukciósház árverésén, 2001-ben 7638 £ összegért kelt el egy cigarettásdoboz, melyben az Endurance-expedícióról származó kekszdarabok voltak, egy másik 2011-es aukción pedig egy, a Nimrod-expedició Royds foknál található táborában fellelt, Huntley & Palmer's cég által gyártott kekszet 1250 £-ért vásárolt meg a nyertes licitáló.
Az új évezred elején Shackleton azon motivációs képességét, amellyel beosztottjait egy látszólag reménytelen helyzetben is a csúcsteljesítmény elérésére tudta sarkallni, a vezetési tanácsadók is felfedezték. Kutatásaik középpontjában vezetői képességei, módszerei és azok mindennapi életébe való átültetése állt. A témában 2001-ben jelent meg Margot Morrell és Stephanie Capparell A Shackleton-modell (Déli-sarki expedíció mint vezetéselmélet) című könyve, melyben a szerzők Shackleton vezetői módszereit állítják példaként a jelenkor vezetői elé. Az Exeteri Egyetem Vezetési Tanulmányok Központja Shackleton módszerei alapján üzleti szemináriumot alakított ki, melyet Nagy-Britannia és az Egyesült Államok több egyetemén a menedzserképzés tananyagává tettek. 1998-ban, Bostonban egy „Shackleton Iskola” jött létre, melyben a tanterv alapját az úgynevezett „tanulóexpedíciók” adják, melyek az iskolai tantárgyakat és a tanulmányi kirándulásokat egyesítik magukban. Az írországi Athy Heritage Centre Museum létrehozta az önálló Shackleton Múzeumot, melynek keretében 2001 óta minden évben meghirdetik az Ernest Shackleton őszi iskolát.

### Az Antarktisz átszelői

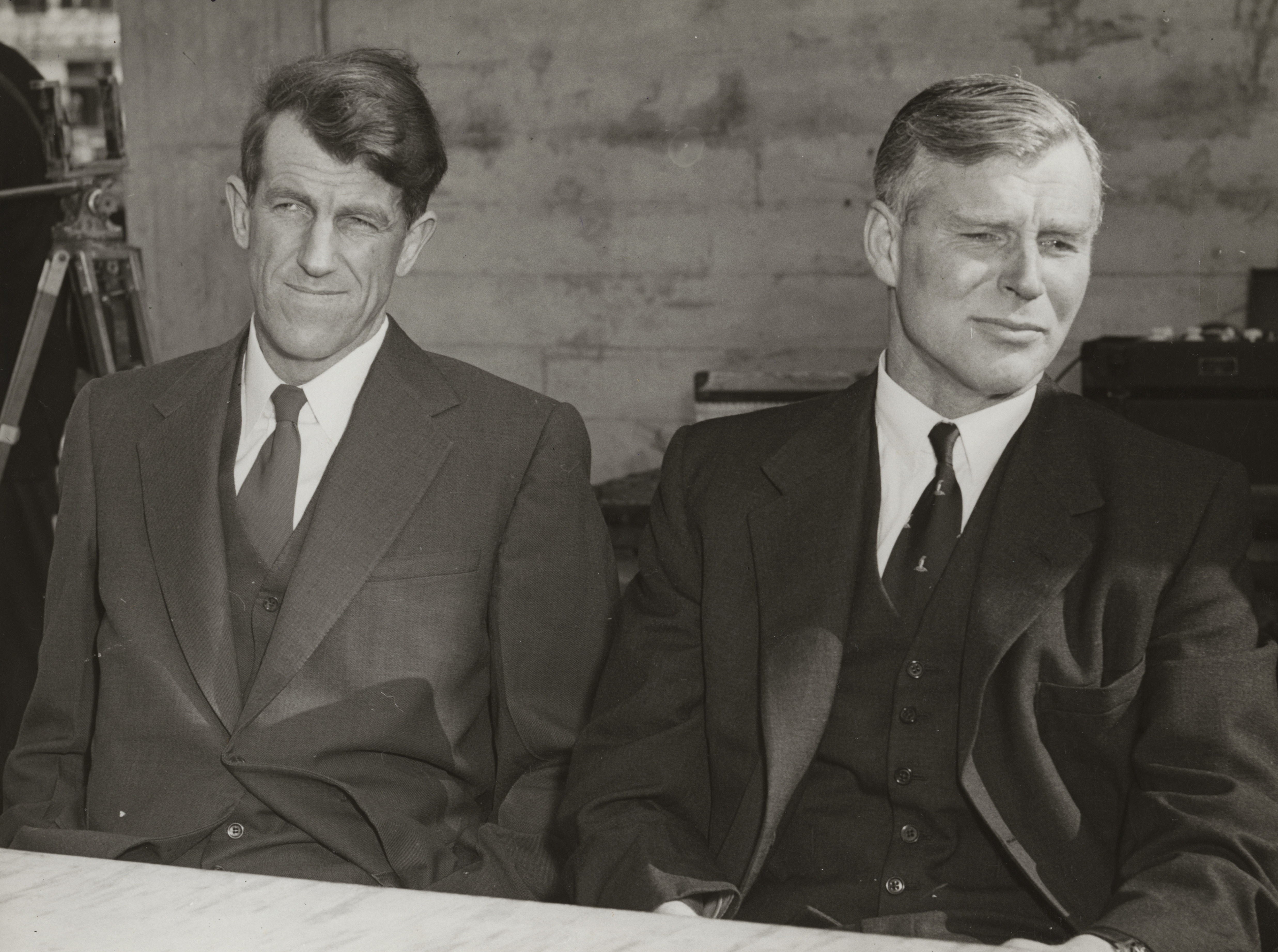
Edmund Hillary és Vivian Fuchs (1958)

Shackleton Antarktisz átszelésére vonatkozó álmát végül, mintegy 40 évvel később a Mount Everest meghódítója, Edmund Hillary és az angol sarkkutató Vivian Fuchs valósították meg, akik az 1957–58-as Nemzetközösségi transzantarktiszi expedíció keretében 99 nap alatt szelték át a kontinenst. Hillary egyik interjújában később arról mesélt, hogy már gyermekkorától egyik példaképe Shackleton volt. A második szárazföldi átkelésre csak 1981-ben került sor, a Ranulph Fiennes által vezetett Transglobe-expedíció során. Mindkét expedíció a korabeli modern technika felhasználásával, és komoly háttértámogatással zajlott.
1989–1990 során Reinhold Messner és Arved Fuchs gyalogosan keltek át az Antarktiszon, míg a norvég Børge Ousland volt az első, aki 1996–1997 során egyedül valósította meg a gyalogos átkelést. 2000-ben Arved Fuchs megismételte Shackleton csónakútját az Elefánt-szigetről Déli-Georgiába, a James Caird korhű másolatával, azonban a modern navigációs és kommunikációs technológiák segítségével. Az expedíció során Shackleton, Worsley és Crean Déli-Georgián történő átkelését is megvalósították. 2008–2009 fordulóján, Frank Worsley kapitány leszármazottja, Henry Worsley vezetésével, a Shackleton Centenáriumi Expedíció tagjai a Nimrod-expedíció útvonalán elérték a Déli-sarkot. Worsley végül 2016. január 24-én halt meg, néhány nappal azután, hogy egyedül megkísérelte az Antarktisz átszelését, azonban a kiszáradás miatt 48 km-re a cél előtt meg kellett szakítania útját, és segítséget kellett kérnie.
Első magyarokként, 2005. január 16-án, Kovalcsikné Bátori Krisztina és Ács Zoltán érték el a Déli-sarkot, egy nemzetközi csapat tagjaként, akik az utolsó szélességi fok, 111 km-es távját küzdötték le 12 nap alatt. Az első magyar, aki a partvidékről indulva jutott el a Déli-sarkig Rakonczay Gábor volt, aki társaival 44 nap alatt tette meg a 950 km-es távot, a Messner–Fuchs útvonalon és 2019. január 7-én érte el a sarkpontot.

### Shackleton-kutatás
1998. november 20-án a Cambridge-i Egyetem Scott Polar Research Institute intézménye megnyitotta a Shackleton Emlékkönyvtárat, ahol Shackleton kutatóútjainak eredeti dokumentumait archiválják és dolgozzák fel. Az Athy Kultúrtörténeti Múzeumban, szülőhelye közelében, 2001 óta minden évben, ősszel egy időszaki kiállítással emlékeznek Ernest Shackletonra és a sarkkutatás területén végzett eredményeire.
Az Új-Zélandi Antarktiszi Örökség Alapítvány megőrizte a Nimrod-expedíció során, a Royds-fokon épült kunyhót, amelyet Új-Zélandon nemzetközi kulturális örökségnek tekintenek. 2010 januárjában az Alapítvány munkatársai a kunyhó deszkapadlója alatt három láda whiskyt és két láda brandyt találtak. A több mint 100 éve a Déli-sarkvidék fagyott talajában pihenő palackokat a kutatók érintetlenül találták, még az ital is lötyögött bennük. A Glasgow-i Whyte and Mackay Ltd. arra vállalkozott, hogy a lelet alapján limitált darabszámban újragyártja a százéves italt. Az eladásból származó bevétel egy részét az Alapítvány támogatására fordítják, amely a Shackleton és Scott számára felállított táborhelyek megóvásán dolgozik.
Shackleton legendás hajója, az 1915-ben a Weddell-tenger fenekére süllyedt Endurance roncsainak felkutatására az 1990-es évek végétől több kutatóexpedíciót is szerveztek, amelyek nem jártak sikerrel. A hely sajátos jellemzői, így a fából készült szerkezetet károsító mikroorganizmusok hiánya és a nagy hideg miatt azonban valószínűsíthető volt, hogy nagyjából felismerhető állapotban maradt fenn a hajóroncs a több mint egy évszázados eltűnése után is. 2022 februárjában, egy hónappal Shackleton halálának századik évfordulója után indult útnak a Falkland-szigeteki Tengeri Örökségvédelmi Alapítvány (Falklands Maritime Heritage Trust) szervezésében, a dél-afrikai Agulhas II jégtörővel az Endurance22-expedíció. A kutatóút célja a hajó roncsainak felkutatása, felmérése és dokumentálása, valamint a Weddell-tenger időjárásával, a jégréteg jellemzőivel kapcsolatos tudományos adatgyűjtés volt. A roncsokat a Saab által fejlesztett svéd gyártmányú Sabertooth robotizált – kamerákkal és szonárokkal felszerelt – járművekkel keresték. Végül 2022. március 5-én megtalálták a hajóroncsot, 3008 méterrel a felszín alatt, nagyjából 6,5 kilométerre délre attól a ponttól, ahol Frank Worsley kapitány eredetileg megjelölte az elsüllyedés helyét. A maradványokról készült felvételek alapján a roncs szinte érintetlenül konzerválódott; a taton még az Endurance felirat is jól kivehető. Az Endurance-t, mivel az Antarktisz-egyezmény értelmében védett történelmi helynek és emlékműnek számít, érintetlenül kell hagynia a kutatóknak, csak felvételeket készíthetnek róla. A hajó utáni kutatásról több, az expedícióval utazó filmes stáb mellett a National Geographic Channel is dokumentumfilmet készített.

## Kitüntetései és címei
Shackleton az Antarktisz felfedezésében nyújtott szolgálataiért mind hazájában, mind külföldön számos állami és polgári kitüntetésben részesült, és számos tudományos társaság, oktatási intézmény, társadalmi szervezet tiszteletbeli tagja lett.

### Állami kitüntetések és címek
| Állam              | Kitüntetés                                            | Kitüntetés eredeti nyelven                           | Időpont          | Forrás          |
| ------------------ | ----------------------------------------------------- | ---------------------------------------------------- | ---------------- | --------------- |
| Egyesült Királyság | Polar Medal-érdemérem három csattal                   | Polar Medal with three clasps                        | 1904, 1909, 1917 | [ 230 ] [ 231 ] |
| Egyesült Királyság | Királyi Viktória Rend tagja                           | Member of the Royal Victorian Order (MVO)            | 1907             | [ 232 ]         |
| Egyesült Királyság | Királyi Viktória Rend parancsnoka                     | Commander of the Royal Victorian Order (CVO)         | 1909             | [ 100 ]         |
| Egyesült Királyság | Lovag (Knight Bachelor)                               | Knight Bachelor                                      | 1909             | [ 101 ] [ 102 ] |
| Egyesült Királyság | Brit Háborús Érdemérem                                | British War Medal                                    | 1918             | [ 231 ]         |
| Egyesült Királyság | Győzelmi Érdemérem kiemelkedő teljesítmény emblémával | Victory Medal with emblem for Mentions in Dispatches | 1919             | [ 231 ]         |
| Egyesült Királyság | A Brit Birodalom Rendje tisztikeresztje               | The Most Excellent Order of the British Empire (OBE) | 1919             | [ 233 ]         |
| Dánia              | Dannebrog Rend lovagkeresztje                         | Dannebrogordenen                                     | 1909             | [ 234 ]         |
| Svédország         | Sarki Csillag Királyi Rend lovagkeresztje             | Kungliga Nordstjärneorden                            | 1909             | [ 231 ]         |
| Norvégia           | Szent Olaf Rend lovagkeresztje                        | Den Kongelige Norske Sankt Olavs Orden               | 1909             | [ 231 ]         |
| Franciaország      | Francia Köztársaság Becsületrendjének tisztikeresztje | Ordre national de la Légion d’honneur                | 1909             | [ 231 ]         |
| Olaszország        | Olasz Koronarend lovagja                              | Ordine della Corona d'Italia                         | 1910             | [ 231 ]         |
| Oroszország        | Szent Anna Rend 3. fokozata                           | Орден Святой Анны                                    | 1910             | [ 231 ]         |
| Németország        | Porosz Királyi Koronarend III. fokozata               | Königlicher Kronen-Orden III. Klasse                 | 1911             | [ 231 ]         |
| Chile              | Chilei Érdemrend tisztikeresztje                      | Orden del Mérito                                     | 1916             | [ 235 ]         |

### Tudományos és társadalmi elismerések
| Állam                     | Kitüntetések és tiszteletbeli tagságok | Forrás  |
| ------------------------- | --- | ------- |
| Egyesült Királyság        | Skót Királyi Földrajzi Társaság: Ezüst érdemérem (1906); Skót Királyi Földrajzi Társaság: Livingstone arany érdemérem (1909); Brit Tengerészeti és Tengerkutatási Társaság (Trinity House): „Younger Brother” cím (1909); Tyneside Földrajzi Társaság: Arany érdemérem (1909); Glasgow-i Egyetem (University of Glasgow): Díszdoktori cím (1914) | [ 231 ] |
| Amerikai Egyesült Államok | Amerikai Földrajzi Társaság (New York): Cullum arany érdemérem (1909); Nemzeti Földrajzi Társaság (National Geographic Society, Washington): Hubbard arany érdemérem (1910); Philadelphia Földrajzi Társasága: Elisha K. Kane arany érdemérem és tiszteletbeli tagság (1910); Chicago Földrajzi Társasága: Helen Culver arany érdemérem (1910); Philadelphiai Művészeti Klub (Art Club of Philadelphia): Tiszteletbeli tagság (1912); Amerikai Természetrajzi Múzeum (New York): Tiszteletbeli tagság (1917) | [ 231 ] |
| Osztrák–Magyar Monarchia  | Bécsi Földrajzi Társaság: Tiszteletbeli tagság (1910) | [ 231 ] |
| Belgium                   | Belga Királyi Földrajzi Társaság (Brüsszel): Arany érdemérem és tiszteletbeli tagság (1909); Királyi Földrajzi Társaság (Antwerpen): Arany érdemérem (1909); Royal Yacht Club: Arany érdemérem (1909) | [ 231 ] |
| Brazília                  | Aero Club: Tiszteletbeli tagság (1921) | [ 231 ] |
| Chile                     | Életmentő Társaság (Valparaiso): Arany érdemérem (1916); Patriotic Military League (Santiago): Különleges arany érdemérem „A fegyelemért és bátorságért” (1916); Chile Tudományos Társasága (Santiago): Tiszteletbeli tagság (1916); Punta Arenas városa: Arany érdemérem (1916) | [ 231 ] |
| Dánia                     | Dán Királyi Földrajzi Társaság (Koppenhága): Arany érdemérem (1909) | [ 231 ] |
| Franciaország             | Francia Földrajzi Társaság (Párizs): Arany érdemérem (1909); Párizs városa: Arany érdemérem (1909); Francia Tudományos Akadémia (Párizs): Delalande—Guérineau-díj (1916) | [ 231 ] |
| Németország               | Berlini Földrajzi Társaság: Arany érdemérem (1910); Frankfurti Földrajzi Társaság: Ruppell-érdemérem arany fokozat és tiszteletbeli tagság (1910) | [ 231 ] |
| Norvégia                  | Földrajzi Társaság (Christiania): Tiszteletbeli tagság (1909) | [ 231 ] |
| Olaszország               | Olasz Királyi Földrajzi Társaság (Róma): Arany érdemérem (1909) | [ 231 ] |
| Oroszország               | Birodalmi Földrajzi Társaság (Szentpétervár): Arany érdemérem (1910); Észak-oroszországi Földrajzi Társaság (Arhangelszk): Tiszteletbeli tagság (1919) | [ 231 ] |
| Svédország                | Földrajzi Társaság (Stokholm): Arany érdemérem és tiszteletbeli tagság (1909); Királyi Tudományos és Irodalmi Szövetség (Gothenburg): Tiszteletbeli tagság (1909) | [ 231 ] |
| Svájc                     | Földrajzi Társaság (Neuchâtel): Tiszteletbeli tagság (1910) | [ 231 ] |

## Shackletonról elnevezett földrajzi helyek
- Shackleton Inlet: Robert Falcon Scott Shackletonról nevezett el egy gleccservölgyet a Transzantarktiszi-hegységben, ahol a Discovery-expedíció során Scott, Wild és Shackleton az addigi legközelebbi jutott a Déli-sarkhoz.[236]
- Mount Shackleton: A francia sarki felfedező, Jean-Baptiste Charcot, az ötödik francia antarktiszi expedíció során az Antarktisz-félsziget nyugati partján egy hegyet nevezett el Shackletonról.[237] Ugyanezt a nevet viseli két hegycsúcs Kanadában, Brit Columbiában[238] és Nyugat-Ausztráliában.[239]
- Shackleton-selfjég: Az Ausztrál antarktiszi expedíciója során Douglas Mawson egy jégtáblát nevezett el Shackletonról, az Antarktisz keleti részén.[240] A sors különös iróniája, hogy szovjet tudósok 1956-os térképészeti tanulmánya szerint a Scott-gleccser a Shackleton-selfjég részét képezi.[241]
- Shackleton-gleccser: Az Egyesült Államok egyik, Richard Evelyn Byrd által vezetett Antarktisz Programja által, Maud királyné-hegységben felfedezett gleccsert Shackletonról nevezték el. A tőle 50 kilométerre lévő Beardmore-gleccser helyett időközben ezt használják a Sarki-fennsíkra vezető útként.[242]
- Shackleton Range: Egy, a nemzetközösségi transzantarktiszi expedíció során, 1956-ban felfedezett, a Filchner–Ronne-selfjégtől délkeletre található, részben jégmentes hegységet szintén Shackletonról neveztek el.[243]
- Shackleton-part: 1961 óta Shackleton nevét viseli egy partszakasz a Ross-selfjég déli peremén.[244]
- Shackleton törési zóna: 1987-ben Shackletonról nevezték el a dél-amerikai kontinentális talapzattól a Déli-Shetland-szigetekig, északnyugatról délkeleti irányban futó óceán alatti törési zónát.[245]
- Shackleton-szoros és Shackleton-völgy: Déli-Georgia szigetén 1957 óta egy hegyszoros[246] és 1991 óta egy völgy[247] viseli Shackleton nevét.
- Shackleton-holdkráter: A Hold déli pólusán található holdkrátert is Shackletonról nevezték el. A pólus a kráter peremén belül helyezkedik el, és csak néhány kilométerre van annak középpontjától.[248]
- Shackleton-aszteroida: A 289586 számon nyilvántartott, Michel Ory által, 2005-ben felfedezett, a főöv belső részében található aszteroidát Shackletonról nevezték el.[249]
- Endurance-kráter és James Caird-kráter: A Mars két kráterét Shackleton expedíciós hajójáról és az Endurace-expedíció során használt mentőcsónakról nevezték el.[250] Érdekesség, hogy a Marson Fridtjof Nansen és Roald Amundsen expedíciós hajójáról, a Fram-ról is neveztek el krátert.[251]

### Magyarul megjelent művek
- Oberle Károly: Shackleton délsarki expeditiója, Lampel, Budapest, 1910, (Magyar Könyvtár)
- Ernest Shackleton. Az Antarktisz szívében – Száznyolcvan kilométerre a Déli Sarktól, (A Hat Világrész könyvsoroszat), fordította: Halász Gyula, Világirodalom Könyvkiadóvállalat (Budapest, 1923)
- Ernest Shackleton. Dél – Az Endurance hajótöröttjei 1914–1917, (A Hat Világrész könyvsoroszat), fordította: Halász Gyula, Világirodalom Könyvkiadóvállalat (Budapest, 1925)
- Ernest Shackleton. Endurance – 635 nap a jég fogságában, fordította: Farkas Tünde, Bastei Budapest Könyvkiadó (Budapest, 2001). ISBN 9632964993
- Alfred Lansing. A Déli-sark foglyai – Ernest Shackleton legendás antarktiszi expedíciója, (Veszélyes övezet könyvsorozat), fordította: Ambrose Montanus és Láng Zsuzsa Angéla, Budapest: Park Könyvkiadó (2001). ISBN 963-530-589-3
- Margot Morrell – Stephanie Capparell. A Shackleton-modell – Déli-sarki expedíció mint vezetéselmélet, fordította: Garamvölgyi Andrea, HVG Könyvek (Budapest, 2008). ISBN 978-963-9686-62-5

### Külső hivatkozások
- Ernest Shackleton művei és a róla szóló művek az Archive.org oldalán
- Shackleton Museum (Athy, Kildare, Írország)
- James Caird Society Ernest Shackleton életével és expedícióival foglalkozó átfogó weboldal
- Ernest Shackletonnal kapcsolatos weboldalak és információk gyüjteménye (antarctic-circle.org)